# Mälzer und Henssler liefern ab!
Mälzer und Henssler liefern ab!, seit 2024 als Liefern ab! bezeichnet, ist eine Kochshow des Fernsehsenders VOX.

## Produktion und Ausstrahlung
Die Sendung wurde erstmals am 19. September 2021 ausgestrahlt. Die Ausstrahlung der zweiten Folge sollte in der darauffolgenden Woche erfolgen, wurde aufgrund der Bundestagswahl 2021 aber auf 24. Oktober verschoben.
Die Produktion und Ausstrahlung einer zweiten Staffel wurde für 2022 angekündigt. Die dritte Folge wurde am 22. Mai 2022 ausgestrahlt. Die Ausstrahlung der 4. Folge war am 4. September zu sehen. In der Folgewoche testete VOX eine Konzeptänderung: das Format sollte zum Teil auch auf wechselnde Köche setzen. Die Special-Folge trägt den Titel Fuchs und Strohe liefern ab!, mit den Köchen Viktoria Fuchs und Max Strohe als titelgebende Hauptdarsteller.
Eine fünfte reguläre Folge mit Mälzer und Henssler, die sechste Folge des Formats insgesamt, wurde am 13. November 2022 ausgestrahlt.
Staffel 3 wurde von Mälzer und der bisherigen Produktionsfirma Endemol Shine Germany gemeinsam produziert. Die Ausstrahlung der siebten Folge  erfolgte am 16. April 2023, eine weitere wurde am 4. Juni 2023 ausgestrahlt. Die nächste Folge war am 24. September 2023 zu sehen, am 19. November 2023 kam es zur Ausstrahlung einer weiteren, ebenso wie am 7. Januar 2024. Ebenfalls im Januar 2024 erfolge die Ausstrahlung einer weiteren Special-Folge mit Fuchs und Strohe.
Die vierte Staffel des Formats, nun mit wechselnden Köchen, wurde unter dem übergreifenden Titel Liefern ab! ausgestrahlt, wobei Henssler künftig kein Teil mehr sein soll. Der Sendeplatz wurde von Sonntag auf den Montag Abend verlegt. Die Folgen mit Tim Mälzer und Lukas Mraz, Viktoria Fuchs und Philipp Vogel sowie Tim Mälzer und Zora Klipp wurden ab 4. November 2024 gezeigt. Im Januar 2025 waren Folgen mit Tim Mälzer und Max Strohe sowie mit Tim Mälzer und Alexander Herrmann zu sehen.

## Konzept

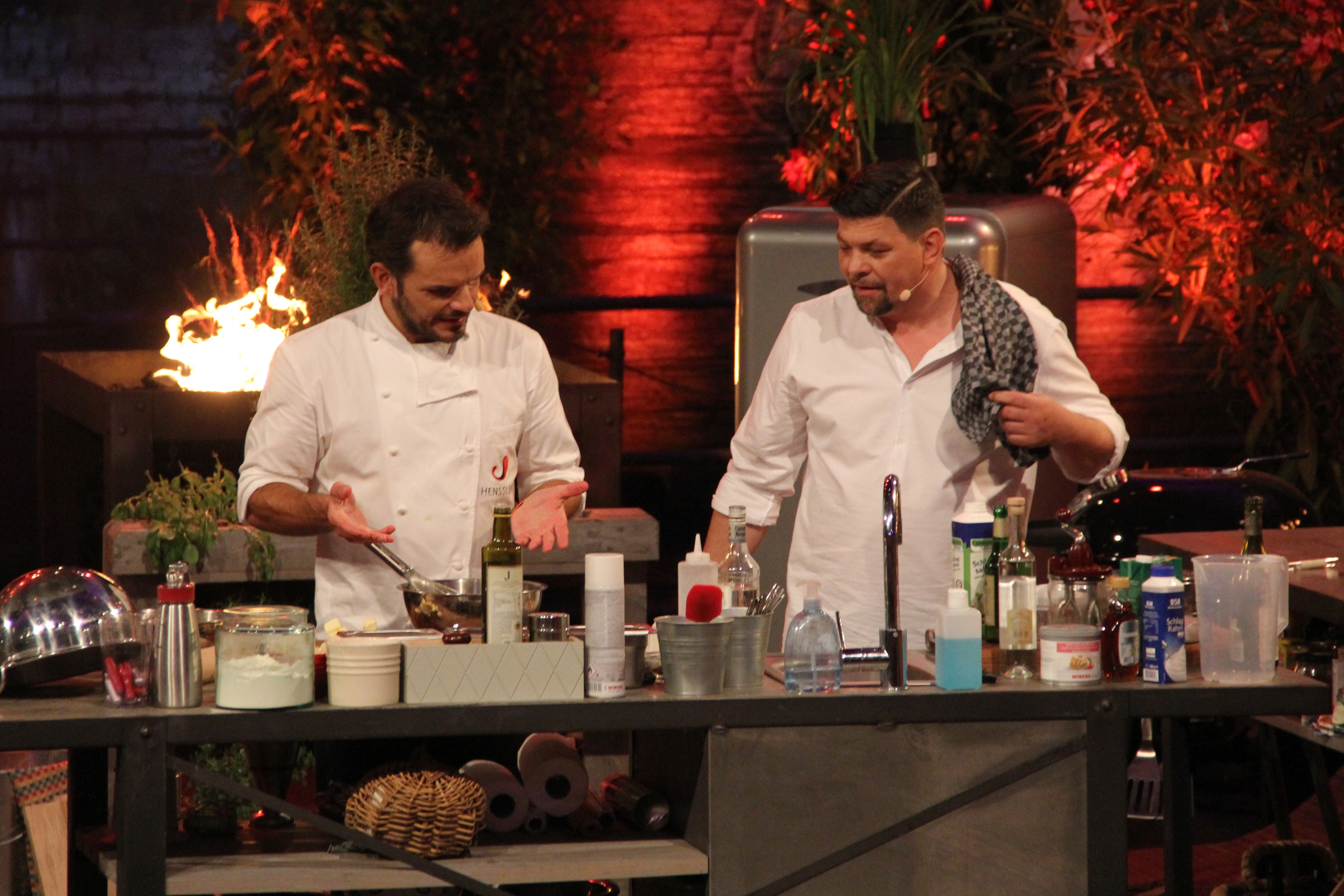
Steffen Henssler und Tim Mälzer bei Grill den Profi (Sommer-Special 2018)

Die titelgebenden Köche, in den ersten drei Staffeln Tim Mälzer und Steffen Henssler, betreiben in der Sendung zusammen eine Art Lieferdienst, bei welchem sie jedoch in Wettstreit gegeneinander treten: Während sie sich in der Küche von Mälzers Hamburger Restaurant Die Gute Botschaft befinden, bekommen sie anhand von Bildern des Esstischs und Teilen der Wohnung ihrer Kunden, wie auch durch kurze Textnachrichten, Informationen über deren kulinarische Vorlieben etc., ohne jedoch genau zu erfahren, für wie viele Personen oder welche Gerichte sie kochen müssen. Nur anhand dieser Informationen müssen sie jeweils ein Gericht zusammenstellen, welches sie anschließend in einem Lieferfahrzeug ausliefern. Erst bei der Auslieferung erfahren die Köche, ob sie mit ihrer Einschätzung richtig lagen. Während sich Mälzer und Henssler zurück auf den Weg zur Küche machen, konsumieren die Kunden die zubereiteten Speisen und bewerten diese mit einer Gesamtwertung von ein bis fünf Sternen. Mälzer und Henssler erfahren ihr Ergebnis und weitere Kommentare zum von ihnen gekochten Essen im Anschluss vor Ort in ihrer Küche.

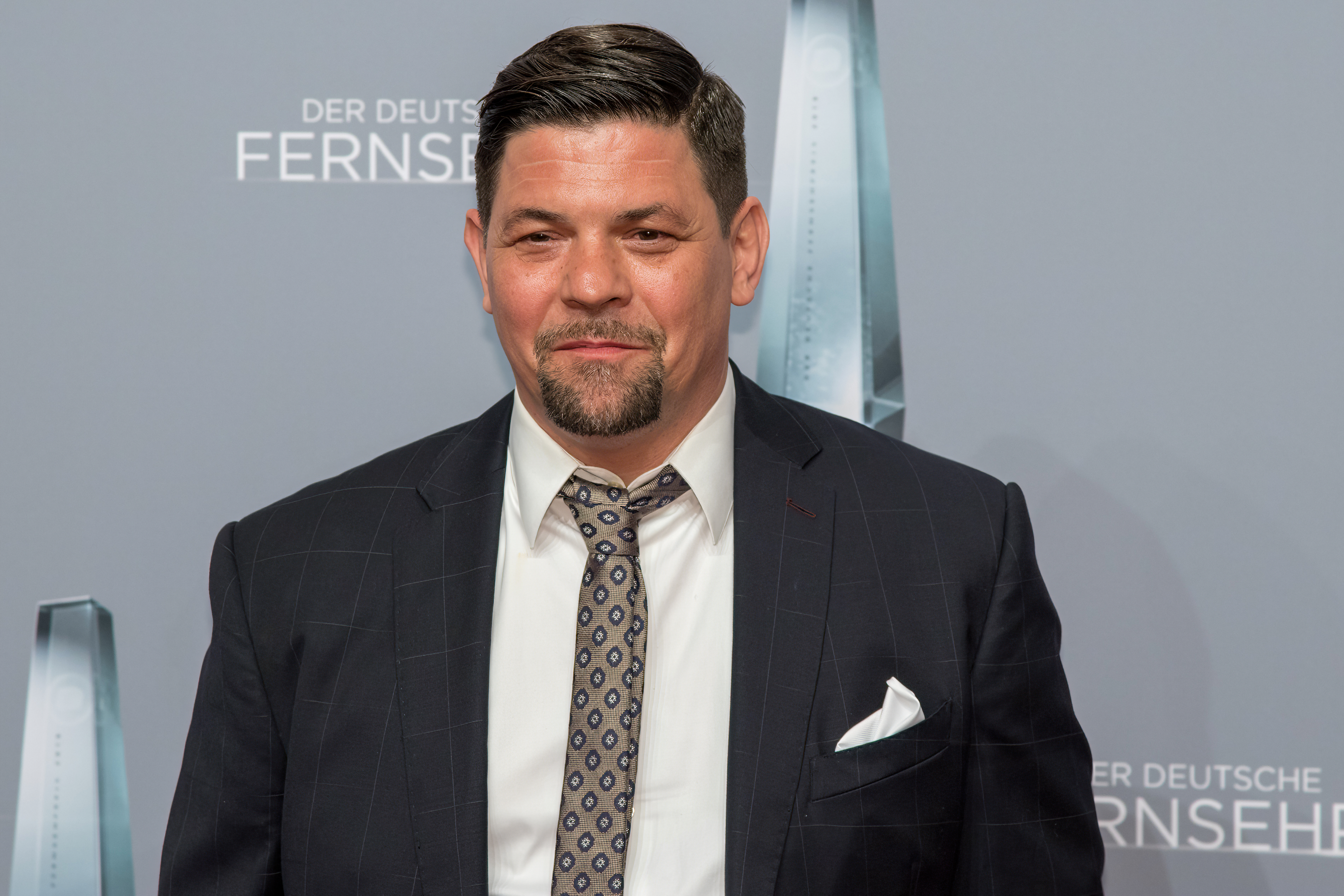
Tim Mälzer

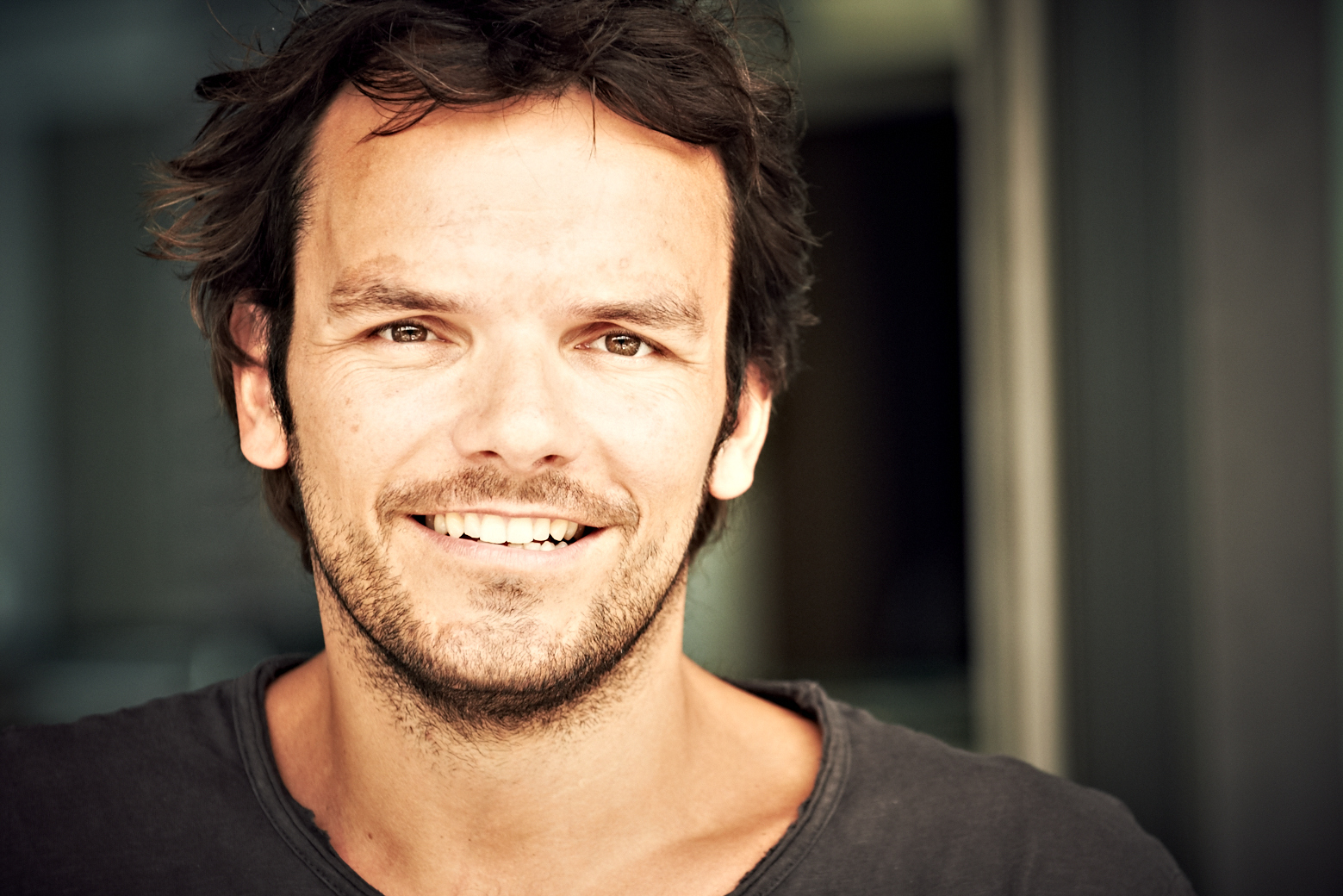
Steffen Henssler

Während der Zubereitung der Speisen betreiben die beiden Köche zudem eine Tageskarten-Speisung und werden von Prominenten besucht, deren Mahlzeiten sie, je nach deren Auswahl, während der Zubereitung der anderen Speisen kochen und servieren müssen, was zusätzlich Arbeit und Ablenkung von den eigentlichen Speisen bedeutet. Diese gehen nur zum Teil in die Bewertung ein. 
Es kommt immer wieder zu weiteren Abweichungen im Grundkonzept. 

## Folgen

### Folge 1
In Folge 1 waren Ina Müller, Judith Rakers und Smudo zu Gast.
| # | Erstausstrahlung   | Kunden                                                             | Mälzer | Mälzer        | Henssler | Henssler      |
| # | Erstausstrahlung   | Kunden                                                             | Gerichte | Wertung       | Gerichte | Wertung       |
| - | ------------------ | ------------------------------------------------------------------ | --- | ------------- | --- | ------------- |
| 1 | 19. September 2021 | afrikanischstämmige Familie (Vater, Mutter, 4 Kinder (1 Teenager)) | - Hackbällchen in Tomatensoße - Grüne, gebackene Tomaten - Brat-Reis mit scharfer Sauce - Maracuja-Mango-Ketchup - Kochbanane - Chicken Teriyaki                                                                                                   | 3/5 Sternen   | - Karotten-Chili-Suppe mit gebratenen Garnelen - Blackened Lammkotelett mit scharfer Sauce und Kartoffeln - Knuspriges Chicken mit Teriyaki-Reis, Pilzen und Mayonnaise                                                              | 4/5 Sternen   |
| 1 | 19. September 2021 | Freunde, beide 30, Mann und Frau                                   | - Mediterranes Labskaus mit Salsiccia und Croûtons - Kabeljau und Lachs mit Garnelen-Basilikum-Kruste - Gurkensalat - Erdbeeren mit Vanillesauce                                                                                                   | 3/5 Sternen   | - Bruschetta mit Rindertatar und Pinienkernen - Kartoffelstampf mit Knoblauch und Tomate - Gebratener Kabeljau und gegarter Lachs mit Olivenölbutter - Früchte-Mix mit Mascarpone-Creme und Olivenöl                                 | 4/5 Sternen   |
| 1 | 19. September 2021 | 3 Frauen Anfang 20                                                 | - Fruchtiges Curry mit Garnelen und Nudeln - Kartoffelpüree mit Spinat, Eigelb und Trüffel | 4/5 Sternen   | - Gemüse-Carpaccio - Confierter Lachs mit gerösteter Avocado - Süßkartoffelpüree - Geburtstags-Kartoffelrösti | 4/5 Sternen   |
| 1 | 19. September 2021 | 8 Personen einer Wohltätigkeitsorganisation                        | - Roastbeef vom Entrecôte - Pinsa mit Petersilien-Crème fraîche - Gefüllte Champignons mit Schafskäse - Gratinierter grüner Spargel - Tomate-Mozzarella - Salsa Verde und pikante Tomatensauce - Röstkartoffeln mit Peperonata - Pfifferling-Salat | 5/5 Sternen   | - Parmaschinken - Gebratene Salatherzen in Sojasauce mit Shiitake-Pilzen - Kopfsalat mit Sauerrahm-Dressing und knuspriges Brot - Kartoffelgratin - Pimientos de Padrón - Tomatensuppe - Veganes Curry - Bruschetta - Schlachtplatte | 4/5 Sternen   |
| 1 | 19. September 2021 | Gesamt                                                             | 15/20 Sternen | 15/20 Sternen | 16/20 Sternen | 16/20 Sternen |

Henssler siegte mit 16:15 von möglichen 20 Sternen.

### Folge 2
in Folge 2 waren Steven Gätjen, Wigald Boning und die Band Revolverheld Gäste, wobei letztere weder von Henssler noch Mälzer bekocht wurden, sondern zuvor gekaufte Pekingenten überlassen bekommen haben. 
| # | Erstausstrahlung | Kunden                                                                                   | Mälzer | Mälzer        | Henssler | Henssler      |
| # | Erstausstrahlung | Kunden                                                                                   | Gerichte | Wertung       | Gerichte | Wertung       |
| - | ---------------- | ---------------------------------------------------------------------------------------- | --- | ------------- | --- | ------------- |
| 2 | 24. Oktober 2021 | 2 gute Freundinnen, beide 40, mit je einem 5 1/2-jährigen Kind                           | - Hühnerfrikassee mit Pariser Reis - Penne mit Max und Moritz Soße und Sonnenpüree - Ziegenkäse-Salat mit Himbeer-Dressing - Avocado-Schokoladen-Mousse | 3/5 Sternen   | - Rote Beete-Tatar - Thunfisch-Tatar - Rinderfilet mit Kartoffel-Sauerrahm-Püree, Avocado und Trüffel-Ponzu - Asia-Nudeln mit frittiertem Gemüse - Erdbeerpfannkuchen mit Schokolade                | 4/5 Sternen   |
| 2 | 24. Oktober 2021 | 2 gute Freunde, Gamer, Podcaster und Youtuber (Daniel Härtnagel und Christopher Schmidt) | - Chili con Carne mit Crème fraîche - Jalapeno-Würstchen auf gebratenem Mais - Feurig marinierte Chicken Wings - Avocado-Tomaten-Salsa - Mac und Cheese | 5/5 Sternen   | - Gebackenes Buttermilch-Chicken - Chili Cheese Burger - Tomaten-Brot-Salat - Mango Chutney und Tomaten-BBQ-Chilisauce                                                                              | 3/5 Sternen   |
| 2 | 24. Oktober 2021 | Vater und Tochter (39 und 13)                                                            | - Spargel mit gratinierten Feigen, Parmesan und wildem Blumenkohl - Miso-Aubergine - Steinpilz-Sandwich mit Parmesan und Ricotta - Geräuchertes Hummus und Tomaten-Maracuja-Salsa - Salzgemüse mit Salzzitrone - Indischer Linseneintop mit Berberitzen, frittierte Zucchini-Blüten | 4/5 Sternen   | - Hummus und Brot - Edamame mit Meersalz und Trüffelöl - Gazpacho und marinierter Fenchel-Salat - Selbstgemachtes Chili-Öl - Spargel-Pilz-Muffins - Tunesisches Risotto mit Babyspargel und Nüssen  | 5/5 Sternen   |
| 2 | 24. Oktober 2021 | mehrere Personen (Köche, Personal etc.) des Dim Sum Haus in Hamburg                      | - Gedämpfter Steinbutt - Sud aus Schwein, Muscheln und Garnelen - Knackiges Gemüse mit Butter | 4/5 Sternen   | - Garnelen-Papaya-Salat mit Papaya-Limetten-Dressing und geröstetem Knoblauch - Tomahawk-Steak mit Black Bean-Sauce, Steinpilze und Senfkohl - Orange Chicken auf Risotto-Reis mit Ingwer und Lauch | 5/5 Sternen   |
| 2 | 24. Oktober 2021 | Gesamt                                                                                   | 16/20 Sternen | 16/20 Sternen | 17/20 Sternen | 17/20 Sternen |

Henssler siegte mit 17:16 von möglichen 20 Sternen.

### Folge 3
In der dritten Folge wurden Mälzer und Henssler von Jörg Pilawa und erneut Steven Gätjen und Jeannine Michaelsen besucht, wobei Gätjens Wertung, die er für seine ihm servierten Gerichte abgab, in die Gesamtwertung einging. 
| # | Erstausstrahlung | Kunden                                                           | Mälzer | Mälzer        | Henssler | Henssler      |
| # | Erstausstrahlung | Kunden                                                           | Gerichte | Wertung       | Gerichte | Wertung       |
| - | ---------------- | ---------------------------------------------------------------- | --- | ------------- | --- | ------------- |
| 3 | 22. Mai 2022     | 4 ältere Damen, Skatrunde                                        | - Weiße-Bohnen-Suppe mit Salsiccia und Kräuterseitling - Lachs mit Kräuterkruste auf Schnüüsch, dazu gegrillter Kopfsalat - Mandel-Tiramisu mit Beeren | 5/5 Sternen   | - Knusprige Curry-Garnele mit Cocktail-Soße und Gurken-Eisberg-Salat - Frikadellen auf Speckbohnen mit geröstetem Blumenkohl, Ofenkartoffeln und Weißwein-Soße - Armer Ritter mit gebratener Banane und Sahne-Schnaps-Soße                                                 | 4/5 Sternen   |
| 3 | 22. Mai 2022     | Steven Gätjen                                                    | - Burgunderbäckchen mit gebratenen Pilzen und Kartoffelpüree | 4/5 Sternen   | - Tuna-Teriyaki-Steak mit geröstetem Blumenkohl | 5/5 Sternen   |
| 3 | 22. Mai 2022     | junge Familie, Eltern, 32 und 40 Jahre, mit 1,5-jähriger Tochter | - Antipasti-Teller mit Parmaschinken und Spargel - Rohkost-Teller - Pizza Margherita - Pizza Frutti di Mare mit Erbsen - Mini-Pizza mit Wiener Würstchen | 4/5 Sternen   | - Flammkuchen mit Crème fraîche und Knoblauchöl - Geschmorte Tomaten und Büffelmozzarella - Gebratener Spitzkohl - Trüffelpizza mit Kartoffeln - Pizza Margherita mit Parmaschinken und Tomaten - Mini-Pizza mit Tomaten und Mozzarella - Mousse au Chocolat mit Himbeeren | 4/5 Sternen   |
| 3 | 22. Mai 2022     | 5 Jungs der Hamburger Goldkehlchen                               | - Frittierte Kartoffelbällchen - Ayran-Fried Chicken - Entrecôte-Burger mit Mango-Salsa - Gegrillte Tomaten mit Parmesan - Wirsing-Gumbo mit Kabeljau und Muscheln - Wassermelonen-Salat mit Secreto-Schwein - Remoulade, Café-de-Paris-Butter, Barbecue-Soße | 4/5 Sternen   | - Römer-Salat mit Zitronen-Knoblauch-Pfeffer-Dressing - Garnelen mit Rosmarin und Tomate - Tuna Teriyaki mit Soja-Gurke auf Crème fraîche - Kalbskotelett mit schwarzem Trüffel, Kartoffeln und Salbei-Zitronen-Butter                                                     | 3/5 Sternen   |
| 3 | 22. Mai 2022     | Paar, 2 Männer, 27 und 28 Jahre                                  | - Wildkräutersalat mit Hummus und gefülltem Callamar - Pochierter Kabeljau mit süß-sauren Birnen, Wasserspinat und Krustentier-Beurre-Blanc - Pochierte Maispoulardenbrust mit Pilz-Trüffel-Füllung, Kartoffelpüree und Portwein-Jus                          | 5/5 Sternen   | - Kürbissuppe mit Meeresfrüchten - Trüffel-Pasta - Rinderfilet auf Kartoffelcrème mit Rinder-Jus - Confierter Lachs auf Kartoffelcrème mit Rotwein-Schalotten-Soße | 4/5 Sternen   |
| 3 | 22. Mai 2022     | Gesamt                                                           | 22/25 Sternen | 22/25 Sternen | 20/25 Sternen | 20/25 Sternen |

Mälzer siegte mit 22:20 von möglichen 25 Sternen.

### Folge 4
In Folge 4 wurden Mälzer und Henssler praktisch gleichzeitig von Michael Mittermeier und Max Giesinger besucht, die von beiden Köchen bestellten. 
| # | Erstausstrahlung  | Kunden                                                                                   | Mälzer | Mälzer        | Henssler | Henssler      |
| # | Erstausstrahlung  | Kunden                                                                                   | Gerichte | Wertung       | Gerichte | Wertung       |
| - | ----------------- | ---------------------------------------------------------------------------------------- | --- | ------------- | --- | ------------- |
| 4 | 4. September 2022 | 2 junge Frauen (Studentinnen, 23 und 21 Jahre alt)                                       | - Salat mit Grünkohl, Feigen und Tofu - Asiatische Ramen-Suppe mit sautiertem Gemüse und Chili-Öl - Tramezzini mit Grillgemüse - Bananen-Kokosmilch-Powersmoothie                         | 4/5 Sternen   | - Vegane Tom Kha Gai - Geschmorte Rosenkohl-Sprossen - Mariniertes Blumenkohl-Steak getoppt mit roh mariniertem Blumenkohl - Ofen-Kürbis - Pesto und Hummus-Crème - Limonen-Risotto mit Pilzen                                                     | 3/5 Sternen   |
| 4 | 4. September 2022 | Familie aus 6 Personen (anfänglich 4 Personen, während Kochvorgang kamen 2 weitere dazu) | - Crostini mit Makrelenconfit - Safran-Rauch-Suppe mit geräucherter Makrele - Gepfefferte Makrele mit Pilzen, Speck uns Salsa Verde - Rote Beerengrütze und Sahne                         | 4/5 Sternen   | - Makrelen-Tatar mit Pumpernickel und geräucherte Makrele mit Dill und Apfel - Kabeljau auf Birne-Bohne-Speck - Senf-Makrelen-Soße - Crêpes mit Orangenkonfitüre und Orangenlikör                                                                  | 3/5 Sternen   |
| 4 | 4. September 2022 | 2 junge Männer (27 und 26 Jahre alt), Musiker                                            | - Putenschnitzel Wiener Art mit Kartoffelpüree, Remoulade und Gurkensalat - Garnelenspieß mit Avocado-Tatar und Mango-Salsa - BBQ-Enten-Taco mit gebratenem Mais, Jalapeños und Bohnenmus | 3/5 Sternen   | - Kokos-Curry-Zitronengras-Shot - Spicy Lachs-Tempura-Rolle mit Mayonnaise - Entrecôte mit Black-Bean-Soße, gewoktem Brokkoli und getrüffeltem Kohlrabi - Asiatischer Gurkensalat - Ceviche vom Loup de mer - Papaya-Salat mit Honig und Basilikum | 4/5 Sternen   |
| 4 | 4. September 2022 | Guildo Horn                                                                              | - Hühnerfrikassee mit Sauce Hollandaise gratiniert - Pariser Butterreis | 5/5 Sternen   | - Thunfisch-Carpaccio mit Vitello-Soße, Kapernäpfeln, Tomaten und Limetten - Rinder-Carpaccio mit Kartoffeldressing, pochierten Wachteleiern und Kartoffelchips                                                                                    | 5/5 Sternen   |
| 4 | 4. September 2022 | Gesamt                                                                                   | 16/20 Sternen | 16/20 Sternen | 15/20 Sternen | 15/20 Sternen |

Mälzer siegte mit 16:15 von möglichen 20 Sternen.

### Folge 5 (Fuchs und Strohe liefern ab! – Folge 1)
Viktoria Fuchs und Max Strohe wurden von mehreren Footballern der Hamburg Sea Devils besucht. 
| # | Erstausstrahlung   | Kunden                                               | Fuchs | Fuchs         | Strohe | Strohe        |
| # | Erstausstrahlung   | Kunden                                               | Gerichte | Wertung       | Gerichte | Wertung       |
| - | ------------------ | ---------------------------------------------------- | --- | ------------- | --- | ------------- |
| 5 | 11. September 2022 | 6 Personen eines Stand-up-Paddeling-Clubs            | - u. a. Ricotta-Ravioli mit Spargel-Ragout - Bohnensalat mit Geschmelzten Tomaten - Seeteufel-Pfirsich-Spieße mit Soja-Yuzu-Soße - Beeren und gezuckertem Blätterteig                                                                          | 5/5 Sternen   | - u. a. Melone-Feta-Salat mit Basilikum, Minze und Serranoschinken - Lachs-Ceviche - Grillplatte mit Iberico Schwein, Hühnchen und Merguez - Ofenkartoffeln                                                                                                  | 4/5 Sternen   |
| 5 | 11. September 2022 | 3 junge Frauen (23, 23 und 22 Jahre alt)             | - u. a. Kartoffelrösti mit Rind und Avocado - Nam-Jim-Soße und Sauerrahm-Limetten-Dip - Badischer Flammkuchen - Mini-Aprikosen-Tarte | 4/5 Sternen   | - Gazpacho - Lambulette mit Portweinfeigen und Kartoffelchips - Kalbsrücken mit gebratenen Steinpilzen Kartoffeln und Beure Blanc | 3/5 Sternen   |
| 5 | 11. September 2022 | 2 gute Freundinnen und Arbeitskolleginnen, 45 und 50 | - Geschmorte Tomate mit pochiertem, frittiertem Ei - Pasta mit Rucola-Pesto, Kabeljau, Brokkoli, Speck und Rhabarber - Vegetarische Pasta mit Rucola-Pesto, Brokkoli frittiertem Rucola und Rhabarber - Piña Colada mit Himbeere und Sauerrahm | 3/5 Sternen   | - Geschmorte Balsamico Feigen mit Burrata und confierten Tomaten - Gemüse-Curry mit gebackenem Blumenkohl, Zucchiniblüte und Wasabi-Erdnüssen - Gemüse-Curry Surf'n'Turf mit Garnele und Edamame - Pürierte Beeren mit Cointrea                              | 4/5 Sternen   |
| 5 | 11. September 2022 | 4 Männer zwischen 35 und 39 Jahren                   | - Rotes Curry mit Wachtelbrust, Garnelen und Garnele in Engelshaar - Rinderfilet mit Kartoffeln, Pfifferlingen roten Karotten und Beurre Blanc - Aprikosen-Sablé mit Vanillesoße                                                               | 3/5 Sternen   | - u. a. Lachs-Sashimi mit Kumquats, Estragon und Gin - Tomaten-Brotsalat mit gegrillter Avocado und Garnele - Offener Hähnchen-Döner - Flat-Iron-Steak mit Steinpilzen und Blumenkohl-Trüffel-Püree - Pfannkuchen mit Lavendel-Blaubeeren und Vanilleschmand | 4/5 Sternen   |
| 5 | 11. September 2022 | Gesamt                                               | 15/20 Sternen | 15/20 Sternen | 15/20 Sternen | 15/20 Sternen |

Es gab ein Unentschieden mit 15:15 von möglichen 20 Sternen.

### Folge 6
In Mälzers und Hensslers fünftem Duell, Folge sechs insgesamt, waren Jeanette Biedermann, Evelyn Weigert, Frank Elstner und abermals Steven Gätjen Gäste. Ab dieser Folge können auch halbe Sterne als Bewertung abgegeben werden.
| # | Erstausstrahlung  | Kunden                                                                         | Mälzer | Mälzer        | Henssler | Henssler      |
| # | Erstausstrahlung  | Kunden                                                                         | Gerichte | Wertung       | Gerichte | Wertung       |
| - | ----------------- | ------------------------------------------------------------------------------ | --- | ------------- | --- | ------------- |
| 6 | 13. November 2022 | 5 Personen (1 Frau, 4 Männer) aus einem Barber-Shop                            | - Arroz Brut mit Garnelen und knusprig gebackenem Hähnchen - Quark-Gnocchi mit geröstetem Thunfisch | 4/5 Sternen   | - Wassermelonen-Carpaccio mit knusprigem Fetakäse - Cremige Pasta mit Champignons, Hähnchenbrust, und Schweinekotelette - Sashimi vom Hamachi mit Yuzo-Kosho - Tomaten-Avocado-Salat - Tuna Teriyaki                                                   | 5/5 Sternen   |
| 6 | 13. November 2022 | 6 Personen (1 Frau, 5 Männer) auf einem Schiff                                 | - Beeren-Tomaten-Salat mit Ziegenkäse und Kräuterkruste - Pfifferling-Risotto mit weißem und grünem Spargel und Parmesan-Schaum                                                                               | 3,5/5 Sternen | - Gegrillte Tomate mit Burrata und Balsamico-Dressing - Lachs-Beef-Tatar mit pochiertem Ei - Kabeljau im Speckmantel, Rosmarin-Kartoffelstampf und Butter-Sahne-Soße - Blumenkohl im Ganzen gegart - Vanille-Süppchen mit Rhabarber-Erdbeer-Kompott    | 4,5/5 Sternen |
| 6 | 13. November 2022 | 3 Jugendliche/Kinder (2 Mädchen 12 Jahre, 1 Junge 14 Jahre)                    | - Blätterteig mit Sobrasada, Salatherzen, roter Beete und Ziegenkäse - Sauerkraut mit Pfifferlingen - Kaninchenrücken mit Frühlingsrollenteig - Quarkklößchen mit Knupperkirschen und Vanillesoße             | 4,5/5 Sternen | - Avocado-Hackfleisch-Wraps mit Tomatensoße - Frühlingsrollen mit Garnelen und Lauch - Mango-Basilikum-Salat - Zander in Kartoffelkruste auf gratiniertem Spargel - Kaiserschmarrn mit Himbeeren und Puderzucker                                       | 4,5/5 Sternen |
| 6 | 13. November 2022 | Ehepaar (sie 54, er 51 Jahre alt) im ehemaligen Milch-Käse Laden im Souterrain | - Gebratener Wolfsbarsch mit Bouillabaisse - Weiße Bohnensuppe mit Waldpilzen und Kapernblatt - Salsiccia in Kataifi-Teig - Erdbeerragout mit geflämmter gratinierter Zabaione und Baiser - Beeren-Semifreddo | 5/5 Sternen   | - Beef-Rote-Beete-Tataki mit Kichererbsen-Mandelmuscrème - Knusprige Auberginen-Taler mit Melonen-Petersilien-Tampenade - Spargel-Estragon-Suppe - Offene Spinat-Ravioli mit konfiertem Saibling und Limonensoße - Himbeereis mit Himbeer-Zimt-Kompott | 4,5/5 Sternen |
| 6 | 13. November 2022 | Gesamt                                                                         | 17/20 Sternen | 17/20 Sternen | 18,5/20 | 18,5/20       |

Henssler siegte mit 18,5:17 von möglichen 20 Sternen.

### Folge 7
in der siebten Folge war Gätjen abermals Gast, wobei erneut seine Wertung in die Gesamtwertung eingeht. Zudem schauten Janin Ullmann und Pierre M. Krause vorbei.
| # | Erstausstrahlung | Kunden                                                                                  | Mälzer | Mälzer          | Henssler | Henssler    |
| # | Erstausstrahlung | Kunden                                                                                  | Gerichte | Wertung         | Gerichte | Wertung     |
| - | ---------------- | --------------------------------------------------------------------------------------- | --- | --------------- | --- | ----------- |
| 7 | 16. April 2023   | 6 Männer mittleren Alters in einer Hamburger Motorradwerkstatt                          | - Kalbslasagne mit Datteltomaten und Basilikum - Rinderfilet mit Steinpilzen und Tomaten auf Focaccia - Pinsa mit und ohne Schinken - Paniertes Hühnchen in Chinese-BBQ-Soße - Beeren-Buttermilch-Eis                                                                                     | 5/5 Sternen     | - Black-Tiger-Garnelen in Knoblauch-Chill-Marinade mit Limette - Salsiccia-Avocado-Dip - Blackened Entrecôte mit Pfeffersoße, Steinpilzen und Bratkartoffeln - Mallorquinisches Röstbrot mit Tomate - Lachs in Zeitungspapier - Arme-Ritter-Würfel mit Vanillesoße | 5/5 Sternen |
| 7 | 16. April 2023   | Steven Gätjen                                                                           | - New York Cheesecake mit Butter-Keks-Boden und Himbeertörtchen mit Vanillemousse und karamelliserter weißer Schokolade - Knupperkirsche mit Marzipanfüllung und Schokoladenmantel - Schokocrossies mit Mandelsplitter - Buttermilch-Himbeereis - Saketini mit Maracuja auf Himbeer-Basis | 4,5/5 Sternen   | - Karamellisertes Popcom - Tempura-Erdbeere - Orangen-Quark-Souffle - Limonen-Cheesecake - Fruchteis mit Marshmallows und Crunch - Portwein-Feige - Gefrillte Wassermelone - Frittierter Blätterteig mit Schokolade und Macadamia - Rhubarber-Schorle              | 4/5 Sternen |
| 7 | 16. April 2023   | 2 Paare (jüngerer Mann und jüngere Frau, älteres Ehepaar, älterer Mann und ältere Frau) | - Kohlroulade auf Karotten-Parmesan-Püree mit Morcheln, Erbsen und grünem Spargel | 4,5/5 Sternen   | - Seeteufel mit geschmorten Kirschtomaten Pfifferlingen und Chorizo - Marinerter Fenchelsalat - Himbeeren auf Schmand mit Basilikum und Limone | 4/5 Sternen |
| 7 | 16. April 2023   | 2 Brüder                                                                                | - English Breakfast mit Bacon, Salsiccia Würstchen, Baked Beans, gegrillten Tomaten und Spiegelei - Geröstetes Sauerteigbrot mit gegrillter Tomate, Rührei und Steinpilzen - Shakshuka - Armer Ritter mit Beerenfrüchten                                                                  | 4,5/5 Sternen   | - Kalbstafelspitz mit gegrilltem Spargel, kandiertem Chicorée. und Shiitake-Soße - Geflammter Thunfisch mit Apfel-Ponzu-Dressing - Geröstetes Hummerbutter-Brot mit Garnelen, Rührei und Saiblingskaviar                                                           | 4/5 Sternen |
| 7 | 16. April 2023   | Gesamt                                                                                  | 18,5/20 Sternen | 18,5/20 Sternen | 17/20 | 17/20       |

### Folge 8
In Mälzers und Hensslers siebter Folge traten erstmalig keine prominenten Gäste auf, stattdessen besuchten sie kurz eine Kinderfußballmannschaft des FC Teutonia 05 Ottensen und es gab erstmals fünf anstatt vier gewerteter Aufgaben. 
| # | Erstausstrahlung | Kunden                                                                                            | Mälzer | Mälzer          | Henssler | Henssler      |
| # | Erstausstrahlung | Kunden                                                                                            | Gerichte | Wertung         | Gerichte | Wertung       |
| - | ---------------- | ------------------------------------------------------------------------------------------------- | --- | --------------- | --- | ------------- |
| 8 | 4. Juni 2023     | Johann Lafer                                                                                      | Thunfisch-Tatar mit Ponzu, Baba Ghanoush und frittierten Kartoffelfäden, Wolfsbarsch mit Blumenkohl-Püree, Krustentiersoße, panierten Miesmuscheln und Zitronenmarmelade                           | 4/5 Sternen     | Sellerie-Suppe mit Trüffel, Sellerie-Chips und knusprigen Garnelen, Kabeljau auf Artischocken-Kartoffel-Gemüse mit Oliven, Kapern und Mandeln, Kabeljau-Limetten-Butter und geschmolzene Tomaten, Gebratener Ziegenkäse mit Feigenkompott                  | 4,5/5 Sternen |
| 8 | 4. Juni 2023     | 4 Schulfreunde Ende 20 (1 Fleischesser, 1 Vegetarier, 1 Veganer), Mitglieder der Band Roast Apple | Mini-Gurken mit Rayu-Öl-Marinade, Curry-Chicken-Burger mit Mango, Avocado und Spitzkohlsalat, Koriander Pesto, Gemüse-Cassave, Gebratene Nudeln mit Mango                                          | 3,5/5 Sternen   | Gebratene Avocado mit gegrilltem Blumenkohl und Büffelmozzarella, Rote-Bete-Schnitzel mit Rote-Bete-Sole Gurken-Chi-Salat und Spitzkohl, Gegrillte Lamm-Koteletts mit Chili und Teriyaki-Soße, Pinsa mit Tomate, Basilikum-Öl und Chili-Öl, Röstkartoffeln | 4,5/5 Sternen |
| 8 | 4. Juni 2023     | 4 Mitarbeiter eines Keksbäckers (Geschäftsführer und 3 jüngere Frauen)                            | Reis-Bowl mit gegrillter Melone, Mozzarella, Tempura-Spargel dazu Lachs und Rinderfilet; Mango-Chili-Chutney, Asia-Mayonnaise und Teriyaki-Soße                                                    | 4/5 Sternen     | Nudel-Bowl mit Avocado, Ziegenkäse, Basilikum-Pesto dazu BBQ-Rinderfilet und Thunfisch | 4/5 Sternen   |
| 8 | 4. Juni 2023     | Ehepaar, er 37, sie 32                                                                            | Geräucherter Saibling mit gebranntem Spitzkohl, Rosenkohl Bratkartoffel-Grit und Labskaus im Pfeffersack, Hamburger Aalsuppe                                                                       | 5/5 Sternen     | Steak Tatar zum Selbermachen, Schellfisch auf Bratkartoffeln mit Senfsoße und schwarzer Senfsaat, Zitus-Rote-Grütze mit Vanillesoße | 3/5 Sternen   |
| 8 | 4. Juni 2023     | 4 Personen (2 Frauen, 2 Männer)                                                                   | Tomaten-Minestrone mit Reiseinlage und grünem Spargel, dazu Fleischbällchen und Mozzarella-Sticks, Rayu-Öl und Parmesan zum Nachwürzen, Geröstetes Baguette mit Salz, Olivenöl und Basilikum-Pesto | 3/5 Sternen     | Karotten-Kartoffel-Suppe, dazu Fleischbällchen und Trüffel-Burrata in der Knusperschale, Vegetarische Thai Nudelsuppe, Geröstetes Käsebrot und Gemüse-Tempura mit Tomaten-Knoblauch-Dip und Teriyaki-Dip                                                   | 4/5 Sternen   |
| 8 | 4. Juni 2023     | Gesamt                                                                                            | 19,5/25 Sternen | 19,5/25 Sternen | 20/25 Sternen | 20/25 Sternen |

### Folge 9
In Mälzers und Hänsslers achter Folge war Gätjen erneut beteiligt, in diesem Fall ohne gewertetes Gericht, dafür übernahm er mit Henssler eine Auslieferung für Mälzer. Zudem wurden Mälzer und Henssler von Kameraden der Freiwilligen Feuerwehr Bargfeld-Stegen besucht. 
| # | Erstausstrahlung   | Kunden | Mälzer | Mälzer          | Henssler | Henssler        |
| # | Erstausstrahlung   | Kunden | Gerichte | Wertung         | Gerichte | Wertung         |
| - | ------------------ | --- | --- | --------------- | --- | --------------- |
| 9 | 24. September 2023 | „Friendsgiving“ einer Clique aus 7 Personen (4 Frauen und 3 Männer, Truthahn wurde zuvor als Teil des Essens an Mälzer und Henssler geliefert) | Gegrillte Enten-Spieße mit karamellisierten Äpfeln dazu Rote-Bete-Sauerrahm, Kürbissuppe mit Ingwer und Kürbiskernöl, Gebeizter Truthahn mit Bratensoße und Cranberry-Ingwer-Chutney, Geschmorter Sellerie mit Trüffel, Rosmarinkartoffeln, Süßkartoffelstampf mit Rauchmandeln, Rosenkohl mit Granatapfelkernen und Bröseln, Servietten-Knödel aus Brioche dazu Rosinen und Pekannüssen, Mac and Chesse, Brownie mit Beerenfrüchten dazu Schlagsahne und Toffeesoße, Beeren-Mascarpone-Eis | 4,5/5 Sternen   | Apfel-Karotte-Ingwer-Shot, Berner Rösti mit Räucherlachs-Tatar oder Gelbe-Bete-Tatar, Schlemmerschnitte mit Rinderfilet-Tatar, Burrata und Trüffel, Steckrübensuppe, Truthahn mit Speck dazu Kartoffelgratin süß-saurer Rotkohlsalat und Blaubeer-Preiselbeer-Jus, Knuspriger Babymais und Blumenkohl in Kräuterhülle dazu BBQ-Mayonnaise, Gegrillter Mais und gebratener Honig-Chili-Spargel, Himbeer-Tiramisu | 4,5/5 Sternen   |
| 9 | 24. September 2023 | Mitarbeiter der Kneipe „Nachtschicht“ auf St. Pauli (3 Frauen, 1 Mann)                                                                         | Rinder-Laab mit Mie-Nudeln und Salat | 3/5 Sternen     | Garlic Fried Rice mit Thunfish-Tatar und Wagyu Beef, Chili-Knoblauch-Öl | 4,5/5 Sternen   |
| 9 | 24. September 2023 | italienischstämmiges Ehepaar (ein Mann, eine Frau)                                                                                             | Calamaretti mit gerösteter Chilisoße, Wolfsbarsch auf Pak Choi und Wasserspinat, Kräutercurry und Basmatireis | 5/5 Sternen     | Austern-Shooter mit Soja-Zitronen-Gurken-Soße, Gebackenes Lachs-Sashimi auf Gurken-Kräuter-Salat mit Zitronengras-Öl, BBQ-Iberico-Nackensteack auf Chili-Kokos-Gemüse mit frittiertem Schwarzkohl und Gemüsesud, Chili-Lavendel-Koriander-Öl | 4,5/5 Sternen   |
| 9 | 24. September 2023 | 3 Frauen (Mutter 51, 2 Töchter 21 und 19) bei einer Weinverkostung (Wein wurde zuvor geliefert, da zum Wein passendes Essen gefordert)         | Caesar Salad mit Kabeljau und Parmesan-Beurre-Blanc, Gedämpfte Carabineros mit Zitrus-Mango-Salat und Wildschweinrücken im Speckmantel mit Grand-Mère-Garnitur und Rauchsoße | 5/5 Sternen     | Cracker mit Portulak, Roter Bete, wildem Loup de mer, gebackener Auster und Safran-Soße, Rosé-Zitrus-Risotto mit Cayenne-Garnlen und roh marinierter Zucchini, Knusprige Lammkoteletts mit Senfkruste auf lauwarmem Kartoffelsalat mit Meeresspargel und Tomaten-Jus | 4/5 Sternen     |
| 9 | 24. September 2023 | Gesamt | 17,5/20 Sternen | 17,5/20 Sternen | 17,5/20 Sternen | 17,5/20 Sternen |

### Folge 10
In der Folge vom 19. November 2023 ist Constantin Schreiber als Gast zu sehen.
| #  | Erstausstrahlung  | Kunden | Mälzer | Mälzer          | Henssler | Henssler        |
| #  | Erstausstrahlung  | Kunden | Gerichte | Wertung         | Gerichte | Wertung         |
| -- | ----------------- | --- | --- | --------------- | --- | --------------- |
| 10 | 19. November 2023 | 3 Männer in einer Fleischerei | Barbecue Kräuterselling auf Kartoffelstampf mit Erbsen, dazu Remoulade, Bohnensalat, Kopfsalatherzen mit Sauerrahm, Flanksteak mit Meerrettich und gebackenem Parmaschinken                                                                            | 4/5 Sternen     | Räucherlachsschnitte, Knusperschnitzel mit kandierter Zitrone, Asiatischer Kartoffel-Pfifferling Salat, Brotchips und Guacamole | 5/5 Sternen     |
| 10 | 19. November 2023 | Gruppe aus 5 Studenten der Gefahrenabwehr (4 Männer, 1 Frau) | Minz-Joghurt-Dip, Tomaten-Korianer-Habanero-Salsa, Zitronen Hummus, Falafel, Taco-Shells und gebackene Tortillas, Japanische Tomaten mit Basilikum und Olivenöl, Rot-Grünes Gemüsecurry, Rinderfilet, Ziegenkäse mit grünen Chili und Himbeeren        | 4,5/5 Sternen   | Knusprige Auberginen-Taler mit Limetten-Hummus, Kartofelbowl mit Sojacreme und pochiertem Ei, Maishähnchenbrust, gefüllte Avocado mit Burrata, Gebratener Salat mit Kokos-Curry-Limetten-Dressing                                                       | 3,5/5 Sternen   |
| 10 | 19. November 2023 | 3 Männer in einer Fleischerei (selbige wie beim ersten Gang, Fischgericht wurde zur Pflichtaufgabe) | Gegrillter Steinbutt, Carabineros und Wolfsbarsch auf getrüffeltem weißen Bohnenpüree, Tomaten-Krustentier-Soße | 5/5 Sternen     | Gebratenes Sashimi von der Jakobsmuschel und Tempura-Gamrele mit Sojacreme, Kabeljau auf Artischockengemüse, dazu Weißwein-Soße | 5/5 Sternen     |
| 10 | 19. November 2023 | 4 Männer des Bundesleistungskaders (Kochen) der Berufsschule (Pflichtaufgaben: „Bereiten Sie als Hauptgericht eine dekonstruierte Version der Tortilla zu (spanische Spezialität)“ (Hauptspeise) und „Bereiten Sie ein Dessert mit Knollensellerie und schwarzem Pfeffer zu“ (Dessert)) | Dekonstruierte Tortilla: gestocktes Eiweiß, gebeiztes und pochiertes Eigelb, Kartoffel-Majoran-Espuma, karamellisierte Chorizo, Sautierter Spinat und wilder Brokkoli, Salted Caramel Apfel-Tarta, Bayrisch Crème vom Sellerie, Butter-Pfeffer-Krokant | 3,5/5 Sternen   | Delkonstruierte Tortilla Süßkartoffel-Stampf mit Speck, Pommes Anna Wachtel-Spiegelel geröstetes scharfes Elwelß und Babymais, Mascarpone-Zitronen-Sellerie-Pfeffer-Crème mit geröstetem schwarzen Pletter und Sellerieechips und Basilikum-Minze-Sofle | 4/5 Sternen     |
| 10 | 19. November 2023 | 2 ältere Frauen auf einer Schiffstankstelle (Pflichtaufgabe: Scholle Finkenwerder Art) | Scholle Finkenwerder Art im Knuspermantel gefüllt mit Speck, Zwiebeln, Spinat und Croutons dazu Rauchfischsoße, gebratene Kopfsalatherzen mit Zitronen-Olivenöl Dressing und geschmorten Äpfeln, Kartoffel-Apfel-Püree mit Meerrettich                 | 5/5 Sternen     | Scholle Finkenwerder Art mit Speck, Zwiebelstippe und Rauchpaprika, Butterbrösel dazu Nussbutter, Bratkartoffeln mit Petersilie und Knoblauch, gebratener Eisbergsalat mit Orangen-Zitronen-Sahne-Dressing, lauwarmes Krabben-Rührei mit Schmand        | 4,5/5 Sternen   |
| 10 | 19. November 2023 | Gesamt | 22,0/25 Sternen | 22,0/25 Sternen | 22,0/25 Sternen | 22,0/25 Sternen |

### Folge 11
Gätjen trat auch in der 11. Folge, Mälzer und Hensslers 10. Duell, auf, in welcher die beiden Köche zudem von elf Männern der Hamburger Goldkehlchen besucht wurden, die sie schon in einer Folge zuvor als Aufgabe bekocht hatten. 
| #  | Erstausstrahlung | Kunden | Mälzer | Mälzer        | Henssler | Henssler        |
| #  | Erstausstrahlung | Kunden | Gerichte | Wertung       | Gerichte | Wertung         |
| -- | ---------------- | --- | --- | ------------- | --- | --------------- |
| 11 | 7. Januar 2024   | Turmbläser des Hamburger Michels (2 Männer, 66 und 63) | Königsberger Klopse mit getrüffeltem Sellerie-Parmesan-Püree und Zitrus-Kapern-Soße; Joghurt mit Rauchsalz Rote Bete und Zitrus; Gebackene Königsberger Klopse mit Kopfsalat; Fingermöhren und Erbsen                                                      | 4,0/5 Sternen | Matjesbrot mit Gurke, Sauerrahm und Himbeere; Geröstete Lamm-Koteletts in brauner Butter und Tetiyaki; Pfifferling-Bohnen-Gemüse; Kartoffel-Schnittlauch-Stampf; Frittierter Frühlingslauch; Barbecue-Jus                                          | 4,5/5 Sternen   |
| 11 | 7. Januar 2024   | 5 Frauen (eine deutsche, 4 mit orientalischem Migrationshintergrund) eines Catering-Services | Gefüllte Paprika mit Reis und Salzzitrone; Walnuss-Linsen-Salat; Köfte aus Lammhack mit brauner Butter und Ziegenkäse; Bulgur-Salat; Knoblauch-Minzjoghurt-Dip; Pistazien-Käsekuchen mit Rosenwasser; Granatapfelsoße                                      | 4,5/5 Sternen | Papaya-Bulgur-Salat mit Himbeeren, Berberitzen, Minze und Frühlingsrollenblättern; Geschmorte Aubergine mit Paprikapaste und Hummus; Gewürzhähnchen; Joghurt-Gurken-Dip; Gebratener Basmati-Limettenreis mit gebratenen Feigen und Datteln         | 3,5/5 Sternen   |
| 11 | 7. Januar 2024   | 3 ältere Frauen aus Singapur in einem Asia-Shop (holen Bestellung selbst ab und essen Vorort)                                                                                                   | Gemüse in Hamburger-Tempura; Zitronen-Curry mit Meeresfrüchten und Kurkuma; Bratreis mit Austersoße | 3,5/5 Sternen | Tuna-Mango-Salat mit Thaibasilikum und Limette; Babybrokkoli und Pak Chol im Sake-Soja-Sud mit gebratenen Jakobsmuscheln und Garnelen | 4,0/5 Sternen   |
| 11 | 7. Januar 2024   | 3 Frauen und ein Mann in einem Hutladen | Hamburger Caesar Salad mit Frankfurter grünen Kräutern und Himbeeren; Conchiglioni mit geriebenen Tomaten und Pesto | 4,5/5 Sternen | Gemüsecurry mit Duftreis dazu Räuchertofu oder Hühnchen | 4,0/5 Sternen   |
| 11 | 7. Januar 2024   | Familie, türkischstämmig, Vater, Mutter und zwei Kinder (+ Säugling, der nicht mitisst; Pfannkuchen mit Apfelmus und Milchreis für die Kinder waren Pflichtaufgabe, wurden aber nicht gewertet) | Türkisch-italienischer Nudelsalat mit Sucuk, Oliven und Knoblauch; Fladenbrot mit Tomate, gegrillter Paprika, Frischkäse und Basilikum; zitronenmariniertes Rosmarin-Hähnchen mit Pul Biber; Knusperbrot mit Basilikumquark; Milchreis mit Zimt und Zucker | 4,5/5 Sternen | Trüffelrisotto mit Steinpilzen; Rinderfilet Tagliata-Style mit Spinatgemüse; Petersilien-Pesto und Kartoffelchips; Gefülltes Fladenbrot mit Kartoffelchips und Joghurtdip; Gebratene Feige auf Quark-Creme mit Himbeeren, Pfannkuchen mit Apfelmus | 4,5/5 Sternen   |
| 11 | 7. Januar 2024   | Gesamt | 21/25 Sternen | 21/25 Sternen | 20,5/25 Sternen | 20,5/25 Sternen |

### Folge 12 (Fuchs und Strohe liefern ab! – Folge 2)
In Fuchs und Strohes zweitem Duell werden diese vom abermals auftretenden Steven Gätjen, dem ebenfalls zum wiederholten Male auftretenden Wigald Bohning sowie Steffen Hallaschka und dessen Ehefrau besucht, wobei die Gerichte letzterer auch in die Bewertung eingingen. 
| #  | Erstausstrahlung | Kunden                                                                                    | Fuchs | Fuchs           | Strohe | Strohe          |
| #  | Erstausstrahlung | Kunden                                                                                    | Gerichte | Wertung         | Gerichte | Wertung         |
| -- | ---------------- | ----------------------------------------------------------------------------------------- | --- | --------------- | --- | --------------- |
| 12 | 14. Januar 2024  | Die Tüdelband (Mann und Frau, 34 und 35; Pflichtaufgabe: vegan)                           | Rote-Bete-Carpaccio mit Pumpernickel-Crunch; Veganes Fischbrötchen mit Räuchertofu und Soja-Remoulade; Blumenkohlsteak mit Bratkartoffeln, Wiener Garnitur und veganer Pilzrahmsoße; Aprikosen mit Mandelmus, Estragon und veganer Creme                                       | 3,5/5 Sternen   | Wildkräuter-Taco mit Rindertatar und mit Gurkentatar, Frischkäse und Minze; Gegrillter Chicorée mit Wildkräuter-Risotto, Brokkoli, Zwiebeln, vegetarische Jus; Rinderfilet mit Kartoffeln, Wildkräutern und Portwein-Schalotten-Jus; Brennnesselsuppe; Karamellisierter Ziegenkäse mit Anomsirup, Feigen und Wilderäutern, dazu Apfel Sauerampfer-Soße | 4,5/5 Sternen   |
| 12 | 14. Januar 2024  | Steffen Hallaschka und Ehefrau                                                            | Grünes Tom-Yam-Curry mit Garnelen, Poularde, Avocado und Pfirsich | 4/5 Sternen     | Kanalarbeiter-Stulle; Thunfisch-Tataki, Avocado, Tomaten, Bratkartoffeln und Spiegelei | 5/5 Sternen     |
| 12 | 14. Januar 2024  | 2 Frauen, beide 40 Jahre alt (Pflichtaufgabe: Wildkräuter)                                | Wildkräuter-Süppchen mit Rindertatar und gebratenem Romanesco; Wildkräuter-Püree mit gebratenem Brokkoli, Kartoffel-Risotto und Ei; Rinderfilet mit gebratenem Brokkoli und Kartoffel-Risotto; Omelette Surprise: Vanilleeis, Sauerampfer und italienische Meringue            | 4,5/5 Sternen   | Wildkräuter-Süppchen mit Rindertatar und gebratenem Romanesco; Wildkräuter-Püree mit gebratenem Brokkoli, Kartoffel-Risotto und Ei; Rinderfilet mit gebratenem Brokkoli und Kartoffel-Risotto; Omelette Surprise: Vanilleeis, Sauerampfer und italienische Meringue                                                                                    | 4,5/5 Sternen   |
| 12 | 14. Januar 2024  | 2 Paare (3 Männer, 1 Frau), ein heterosexuelles, ein homosexuelles (Pflichtaufgabe: Wild) | Salatherz mit Joghurt Dressing Filet, Kirschen und gegrilltem Pulpo dazu Sauce; Rehrücken mit Ton-Kha-Sud; Marinierter Sushi-Reis; Knusprige Kartoffeln mit Sourcream; Aprikosensentarte mit Vanille-Minz-Schmand und karamellisierten Aprikosen mit Thymian                   | 5/5 Sternen     | Rehtarar mit Sauerrahm Blaubeeren Pilzen und Salat; Mexikanisches Rehragou Maiskolben Pentos De Padron und Tortilla-Chips; Flambierte Rum-Banane in Vanillesoße; Selleriesuppe, Lasagne Fischstäbchen vom Zander mit Kartoffeln und Gurkensalat; Kirschen mit Vanille-Sahne                                                                            | 4/5 Sternen     |
| 12 | 14. Januar 2024  | The Young ClassX (Kinder-/Jugend-Chor)                                                    | Tomaten-Wassermelonen-Salat mit Mozzarella und Schinken; Bratkartoffelspieße mit Kalbsfilet und Cocktailsoße; Lachs-Tataki mit Avocado und Sojasoße; Fladenbrot-Sandwich mit Kalbsfilet und Pfirsich; Eton Mess: Eiweiß Sahne-Schaum mit Fruchtsoße, Früchten und Keks-Crumble | 5/5 Sternen     | Campana-Mozzarella-Salat mit Erdbeeren; Pinsa nach Elsässischer Art; Panzerotti-Brotsalat mit Tomaten, Thymian und gebratenen Garnelen; Chickenwings mit Ahornsirup, Ketchup, Zimt und gepufftem Reis; Schokowaffelsandwich mit Roastbeef; Himbeeren mit Joghurt, Mascarpone und Crunch                                                                | 3,5/5 Sternen   |
| 12 | 14. Januar 2024  | Gesamt                                                                                    | 21,0/25 Sternen | 21,0/25 Sternen | 20,5/25 Sternen | 20,5/25 Sternen |

### Folge 13 (Mälzer und Mraz liefern ab!)
Mälzer und Mraz wurden in ihrer Folge von Alli Neumann, die explizit eine vegane Gurkensuppe verlangte, dem abermals auftretenden Steven Gätjen und Linda Zervakis besucht, wie auch von Susann Atwell und deren Tochter, deren Bestellung ebenfalls in die Wertung der Folge einging. 
| #  | Erstausstrahlung | Kunden | Mälzer | Mälzer          | Mraz | Mraz          |
| #  | Erstausstrahlung | Kunden | Gerichte | Wertung         | Gerichte | Wertung       |
| -- | ---------------- | --- | --- | --------------- | --- | ------------- |
| 13 | 4. November 2024 | Mutter (59) und Sohn (26) in der ältesten Teehandlung Hamburgs (Pflichtzutaten: Matcha und Gyokuro Saemedori) | Thunfisch-Tatar mit brauner Butter und Tomaten-Grüntee-Salsa; teegeräucherter Kabeljau mit in Tee geschmorten Birnen und Dashi; Geeiste Matcha-Avocado-Crème mit Avocado-Yuzu und gegrillten Aprikosen | 4,5/5 Sternen   | Tostada mit Wagyu-Beef, Matcha-Guacamole und eingelegten, süß-sauren Pfefferoni; Kokos-Matcha-Ramen mit verschiedenen Toppings; Japanisches Fried Chicken mit Gyokuro-Wasabi-Crumble   | 4,5/5 Sternen |
| 13 | 4. November 2024 | 8 Männer der Berufsfeuerwehr Hamburg „Wandsbeker Husaren“                                                     | Roastbeef mit Remoulade; Bratkartoffeln; Kopfsalat mit Sauerrahm-Dressing | 4/5 Sternen     | Filetspitzen-Minuten-Gulasch mit Sauerrahm; Spätzle mit brauner Butter; Kopfsalat mit Schnittlauch                                                                                     | 5/5 Sternen   |
| 13 | 4. November 2024 | Susann Atwell und Tochter (18)                                                                                | Spaghetti mit Knoblauch, Chili und Garnele | 4/5 Sternen     | Szechuan-Udon-Nudeln mit Rinderhack, gedämpftem Pak Choi und Austernsoße | 4,5/5 Sternen |
| 13 | 4. November 2024 | 3 Baden-Württemberger, 2 Frauen und 1 Mann                                                                    | Linseneintopf mit geräucherten Rippchen und Speck dazu Essig; Saurer Wurstsalat; Kartoffelsalat mit Brühe; Gratinierte Spätzle mit Brot                                                                | 3,5/5 Sternen   | Schwäbische Fischsuppe mit Räucherwurst; Käsespätzle mit Röstzwiebeln und süß-saurem Eisbergsalat                                                                                      | 3/5 Sternen   |
| 13 | 4. November 2024 | 2 Schwestern mit westafrikanischem Background                                                                 | Frittiertes Jerk Chicken mit scharfer Barbequesoße; Lammrücken mit gebratener Okra; Grits mit Mais; Kreolischer Garnelen-Eintopf                                                                       | 4,5/5 Sternen   | Naan-Joghurtfladen mit Kräuterbutter; Okra-Cordon-Bleus; Kreolischer Eintopf mit Hühnchen, Lammwürstchen, Auberginen und Kichererbsen; Condiments aus Kalamansis, Koriander und Chilis | 5/5 Sternen   |
| 13 | 4. November 2024 | Gesamt | 20,5/25 Sternen | 20,5/25 Sternen | 22/25 Sternen | 22/25 Sternen |

### Folge 14 (Fuchs und Vogel liefern ab!)
Fuchs und Vogel wurden von Eko Fresh besucht.
| #  | Erstausstrahlung  | Kunden | Fuchs | Fuchs           | Vogel | Vogel          |
| #  | Erstausstrahlung  | Kunden | Gerichte | Wertung         | Gerichte | Wertung        |
| -- | ----------------- | --- | --- | --------------- | --- | -------------- |
| 14 | 11. November 2024 | Ehepaar, sie 28, er 35 (Pflichtaufgabe: beide Köche sollen zusammen ein mehrgängiges Gericht kochen, die Küche der bereisten Länder der Besteller ist Pflicht) | Indonesischer Mais-Puffer mit Chili-Koriander-Minz-Dip, Lachs-Tataki und Salat mit Limettendressing; Neuseeländisches Surf'n'Turf von Lamm und Garnele, konfierte Tomaten, Pfifferlinge und Pekannuss; Koriander-Chili-Ingwer-Gremolata | 3,5/5 Sternen   | Wilder Brokkoli, Gurken, Zuckerschoten und Pak Choi mit Marinade; Tataki vom Thunfisch mit Tofu und Senf-Zimt-Pekannuss-Soße; Hawaiianische Thunfischbällchen mit Schmelzkäse; Mango-Kokos-Sorbet mit Sticky Rice und Mangosalat; Thailändischer Koriander-Mango-Lassi | 4,5/5 Sternen  |
| 14 | 11. November 2024 | Rentnerrunde in „Schmückis Trucker Treff“ | Caesar Salad mit Poularde und Vinaigrette; Fleischpflanzerl mit grünen Bohnen, Kartoffeln und Champignon-Rahmsoße; Aprikosen-Schoko-Küchlein mit Mascarpone-Vanille-Crème und Beeren                                                    | 5/5 Sternen     | Teufelssalat; Loup de mer mit Garnele; Pfifferling-Kartoffel-Ragout; Gelbe Zucchini mit grünem Pesto; Eton Mess: Baiser, Erdbeeren, Vanille-Sahne und Himbeersorbet | 4/5 Sternen    |
| 14 | 11. November 2024 | 3 Männer in Foodtrucks „Devil Soups“ (Pflichtaufgabe: Suppe)                                                                                                   | Geräucherte Tomatensuppe mit Kalamari und Tintenfisch, u. a. Brucchetta, frittierte gefüllte Zucchini-Blüten | 4/5 Sternen     | Eintopf mit Kaninchen, Aal und Muscheln; Papadam-Brot mit Kräuterdip; Himbeersorbet | 1/5 Sternen    |
| 14 | 11. November 2024 | Gesamt | 12,5/15 Sternen | 12,5/15 Sternen | 9,5/15 Sternen | 9,5/15 Sternen |

### Folge 15 (Mälzer und Klipp liefern ab!)
Mälzer und Klipp wurden in ihrer Folge vom Schauspieler Merlin Sandmeyer besucht, dessen Essen in die Wertung einging. 
| #  | Erstausstrahlung  | Kunden | Mälzer | Mälzer          | Klipp | Klipp           |
| #  | Erstausstrahlung  | Kunden | Gerichte | Wertung         | Gerichte | Wertung         |
| -- | ----------------- | --- | --- | --------------- | --- | --------------- |
| 15 | 18. November 2024 | Familie aus Mutter, Vater und 3 Kindern | Gebratene Hühnchenbrust; Gebratene Garnelen; Gebratenes Hack mit Sojasoße; Süß-saures Rendang-Curry; Bratreis mit Rührei und Sojasoße | 4/5 Sternen     | Grünes Gemüsecurry mit Kokosmilch; Udon-Style-Nudeln und Reisbandnudeln mit Agavendicksaft und Yuzu; Maispoularde mit Sojasoße; Kokosnuss-Sambol; Karamellisierte Ananas; Gurkensalat mit Sprossen | 4/5 Sternen     |
| 15 | 18. November 2024 | 1 Mann, 36 Jahre alt (zuvor wurde dessen Wohnung besucht, anhand derer Mälzer und Klipp ihr Gericht orientieren sollten)                                                 | Mit Trüffel und Croutons gefülltes Stubenküken mit Kartoffel-Zitronen-Püree, Pfirsich und Pfifferlingen; Schoko-Avocado-Mousse mit Keksboden und Kirsch-Maracuja-Kompott                                                                                           | 4/5 Sternen     | Baguette im Bruschetta-Style; Mediterraner Kartoffeltaler mit Spargel, Mascarpone, Wildkräutersalat und Kaviar; Rinderfilet mit Portwein-Feigen; Mascarpone-Vanille-Crème mit Früchten und Schokolade                                                                                                 | 5/5 Sternen     |
| 15 | 18. November 2024 | 10 Männer der Kochgruppe „Männer angstfrei am Herd“ der Gemeinde Vicelin Shalom in Norderstedt (Mälzer und Klipp hatten vor Ort zu kochen und ihre Zutaten mitzubringen) | Lauwarmer Nudelsalat mit Mozzarella und Salsiccia; Käse-Trüffel-Sticks; Gebackene, karamellisierte Wachtelbrüstchen mit Remoulade; Rehragout mit gebratenen Knupperkirschen; Kopfsalat mit Zitronendressing; Wilder Brokkoli; Kaiserschmarrn mit Apfel-Mango-Püree | 5/5 Sternen     | Lammkarrees mit Blaubeer-Jus; Koteletts mit Pistazienkruste und Schnittlauch-Hollandaise; Süßkartoffelpüree; Brunnenkresse-Suppe mit Wildschweinbratwurst-Einlage; Fondant-Kartoffeln; Gebackener Blumenkohl mit Ofengemüse; Haselnuss-Schoko-Brownie mit Tonka-Saure-Sahne-Crème und Blaubeerkompott | 4,5/5 Sternen   |
| 15 | 18. November 2024 | Merlin Sandmeyer | Parmesan-Polenta mit gebratenem Mais, Langostini, Pilzen und Tomaten-Chutney | 4,5/5 Sternen   | Brot mit Forelle und Veganer Döner | 4/5 Sternen     |
| 15 | 18. November 2024 | Gesamt | 17,5/20 Sternen | 17,5/20 Sternen | 17,5/20 Sternen | 17,5/20 Sternen |

### Folge 16 (Mälzer und Strohe liefern ab!)
Mälzer und Strohe wurden in ihrer gemeinsamen Folge vom Sänger Bosse besucht, Gätjen war in einem kurzen Einspieler zu sehen. In der vierten Aufgabe wurden die Köche von Christoph Rüffer und Fabio Haebel unterstützt. 
| #  | Erstausstrahlung | Kunden | Mälzer | Mälzer          | Strohe | Strohe        |
| #  | Erstausstrahlung | Kunden | Gerichte | Wertung         | Gerichte | Wertung       |
| -- | ---------------- | --- | --- | --------------- | --- | ------------- |
| 16 | 12. Januar 2025  | Familie aus Mutter (47), Vater (55) und 3 Kindern (ältester Sohn, 14) und zwei Töchter (12 und 14 Jahre alt)                                       | Caesar Salad mit Knoblauchdressing, dazu gebackener Kartoffelkloß; Bratreis mit Garnelen; Gebratener Zander mit Johannisbeer-Sauerkraut und geräucherter Polenta, dazu Basilikum-Rauchsoße; Yuzu-Käsekuchen mit Salted-Schoko-Karamell und Himbeeren             | 5/5 Sternen     | Caesar Salad mit Oktopus, Garnele und Soja-Soße; Udon-Nudeln mit Gochujang-Entrecôte, Pilzen und grünem Spargel; Kartoffelsalat mit dekonstruiertem Hackbraten; Lasagne mit Büffelmozzarella; Cheesecake-Boden mit Yuzu-Mascarpone-Erdbeercrème und Blaubeeren                                                                                                  | 4,5/5 Sternen |
| 16 | 12. Januar 2025  | 6 Frauen mittleren Alters , die zusammen Arbeiten (Gewürzmischungen). (Pflichtzutaten: 3 Gewürze)                                                  | Iberico-Presa im Timut-Szechuan-Style mit grünem Spargel und wildem Brokkoli; Marokkanisches Hefe-Fladenbrot mit Schwarzkümmel und Ajvar; Tonka-Grießcrème mit Früchten und Amarettini                                                                           | 3,5/5 Sternen   | Hackfleischsuppe mit Udon-Nudeln; Italienisch-japanischer Brokkoli mit Timut-Szechuanpfeffer; Asia-Risotto mit Garnele, Huhn, grünem Spargel und Schwarzkümmel; Tonkabohnen-Mousse, dazu Blaubeeren mit Balsamico, Ahorn-Sirup und Timut-Szechuanpfeffer | 4,5/5 Sternen |
| 16 | 12. Januar 2025  | 1 Mann, 39 Jahre, Bäckermeister und Brot-Sommelier mit seiner Partnerin, 39 Jahre. (Pflichtaufgabe: Brotzeit, Brote werden bereitgestellt)         | Pilz-Rührei mit Trüffel auf Brot; Brot mit Mortadella, gebackenem Mozzarella und Tomatenmarmelade; Gratinierte Feigen mit Sauce Mornay auf Brot; Brot mit geflämmtem Räucherlachs und Aprikosen-Salsa; Italienische Wurstschnitte; Banana Split auf French Toast | 4,5/5 Sternen   | Toast mit Sobrasada-Creme, gebratener Jakobsmuschel und frischer Zitrone; Lachs-Tatar-Brot mit Dill, Zwiebeln, Artischocke und Radieschen; Roastbeef-Stulle mit Remoulade, Zitronenabrieb und Meerrettich; Feige, Burrata und getrocknete Tomate auf getoastetem Brot; Brot mit Apfel, Blutwurst und Zwiebel; French Toast mit Sauerrahm, Ahornsirup und Beeren | 4,5/5 Sternen |
| 16 | 12. Januar 2025  | 11 Männer, FC St. Pauli Amateure (5. Herren) | Beluga-Linsensalat mit Merguez; Hühnerschlegel mit Barbecue-Rauchsoße; Rinderfilet mit Morchelrahmsoße, gebackenen Kartoffeln und Spargel; Mango-Mascarpone-Avocado-Dip mit Tomatensalat; Schokoladenmousse mit Beeren                                           | 4/5 Sternen     | Königsberger Klopse, dazu karamellisierte Kartoffeln und Rote-Bete-Salat; Gochujang-Bratreis mit Gemüse und Spare Ribs; Chicken mit Saté-Soße; Kartoffel-Gröstl mit Würstchen; Fish und Lemon mit Wasabi-Mayonnaise; Tatar-Stulle mit Garnelen, Forellenrogen und Glasnudeln; Vanille-Sauerrahm-Crème mit Obst                                                  | 4,5/5 Sternen |
| 16 | 12. Januar 2025  | 1 Mann, 29 Jahre und 1 Frau, 36 Jahre (Food-Fotografin), gute Freunde mit osteuropäischem russisch-ukrainischem Background (Pflichtaufgabe: Vegan) | Sauerkraut mit gegrillten Kopfsalatherzen, Zitronendressing und Kartoffelchips; Gebeizte, geräucherte Rote Bete mit frittiertem Rosenkohl und Zitronendressing; Piroggen mit veganer Entenconfit-Füllung, dazu Schmorgurken; Süß-saurer Pilz-Borschtsch          | 4,5/5 Sternen   | Rote-Bete-Carpaccio mit Meerrettich und Salat; Gebackene Spitzpaprika mit Seidentofu, Tomate und Blaubeere; Gegrillte Gurke mit eingelegtem Rettich und karamellisierter Zwiebel; Essiggurken-Beurre-blanc mit Kürbiskernöl; Kürbissuppe vom Butternusskürbis; Soja-Kohlroulade mit Blumenkohl, Bratkartoffeln und Jus                                          | 3/5 Sternen   |
| 16 | 12. Januar 2025  | Gesamt | 21,5/25 Sternen | 21,5/25 Sternen | 21/25 Sternen | 21/25 Sternen |

### Folge 17 (Mälzer und Herrmann liefern ab!)
In der Sendung mit Herrmann war Christine Westermann zu Gast, deren Bestellung auch in die Bewertung einging.
| #  | Erstausstrahlung | Kunden | Mälzer | Mälzer        | Herrmann | Herrmann        |
| #  | Erstausstrahlung | Kunden | Gerichte | Wertung       | Gerichte | Wertung         |
| -- | ---------------- | --- | --- | ------------- | --- | --------------- |
| 17 | 19. Januar 2025  | 4 Personen, ein Ehepaar und zwei Mitarbeiter von "Fische Schmidt"                                                                                     | Gebackener Kabeljau mit Bacalao-Kartoffelpüree; Paprikasoße; Galizischer Pulpo mit Bratkartoffeln; Garnelen in Knoblauch; Lammrücken mit Basilikum und Chili; Entenbrust mit Feige und Feigen-Rotweinsoße | 4,5/5 Sternen | Knoblauch-Rosmarin-Kartoffeln mit Garnelen; Hühnchen mit Sobrasada-Haube und Tomaten-Zwiebel-Salat; Hühnchen mit Oktopus, Paprika, Zwiebeln und Bohnen; Entrecôte mit Oliven, Pilzen und Lauch | 4/5 Sternen     |
| 17 | 19. Januar 2025  | „Biker Bienen“, 9 motorradfahrende Landfrauen aus dem Landkreis Stade                                                                                 | Rinderfilet mit Chicorée-Pilz-Salat und Salsa Verde; Barbecue-Ballotine vom Huhn; Chianti-Rindfleischbällchen mit Parmesan und Trüffel; Geeiste Mascarpone-Beeren-Torte | 4,5/5 Sternen | Salsiccia-Klopse und Apfel-Radieschen-Meerrettich-Salat; Roastbeef mit Rosmarin-Knoblauch-Wedges; Vanille-Heidelbeeren mit Beeren-Joghurt-Eis                                                  | 4,5/5 Sternen   |
| 17 | 19. Januar 2025  | Personengruppe verschiedener Nationen der Aktion „über den Tellerrand“ (kochen mit „Bolle“ Mobilküche zur Hälfte der Vorbereitung als Pflichtaufgabe) | Baba Ghanoush mit Joghurt und Rauchmandeln; Thunfischsalat mit Avocado und Sesam; Zucchini mit Pinienkernen und Balsamico; Linsen-Rosinen-Salat mit Ras el Hanout und Merguez; Couscous mit Aprikosen; Kartoffel-Gurken-Joghurt-Salat; Kichererbsen mit Tomate und Zitrone; Zitronenpasta mit dicken Bohnen und Königskrabbe; Shakshuka | 5/5 Sternen   | Kalbfleischpflanzerl mit Spitzkohlsalat und Meerrettich; Semmelknödel mit Ochsenbrust und Pilz-Lauch-Rahmgemüse                                                                                | 4/5 Sternen     |
| 17 | 19. Januar 2025  | Christine Westermann | Kabeljau mit Kümmel-Kartoffeln; Birnen, Bohnen und Speck; Süß-saurer Kopfsalat; Beurre blanc | 5/5 Sternen   | Meeresfrüchte mit Safran-Kartoffeln; Fenchel-Orangensalat; Leche de Tigre | 5/5 Sternen     |
| 17 | 19. Januar 2025  | Gesamt | 19/20 Sternen | 19/20 Sternen | 17,5/20 Sternen | 17,5/20 Sternen |

## Prominente Gäste (Auswahl)

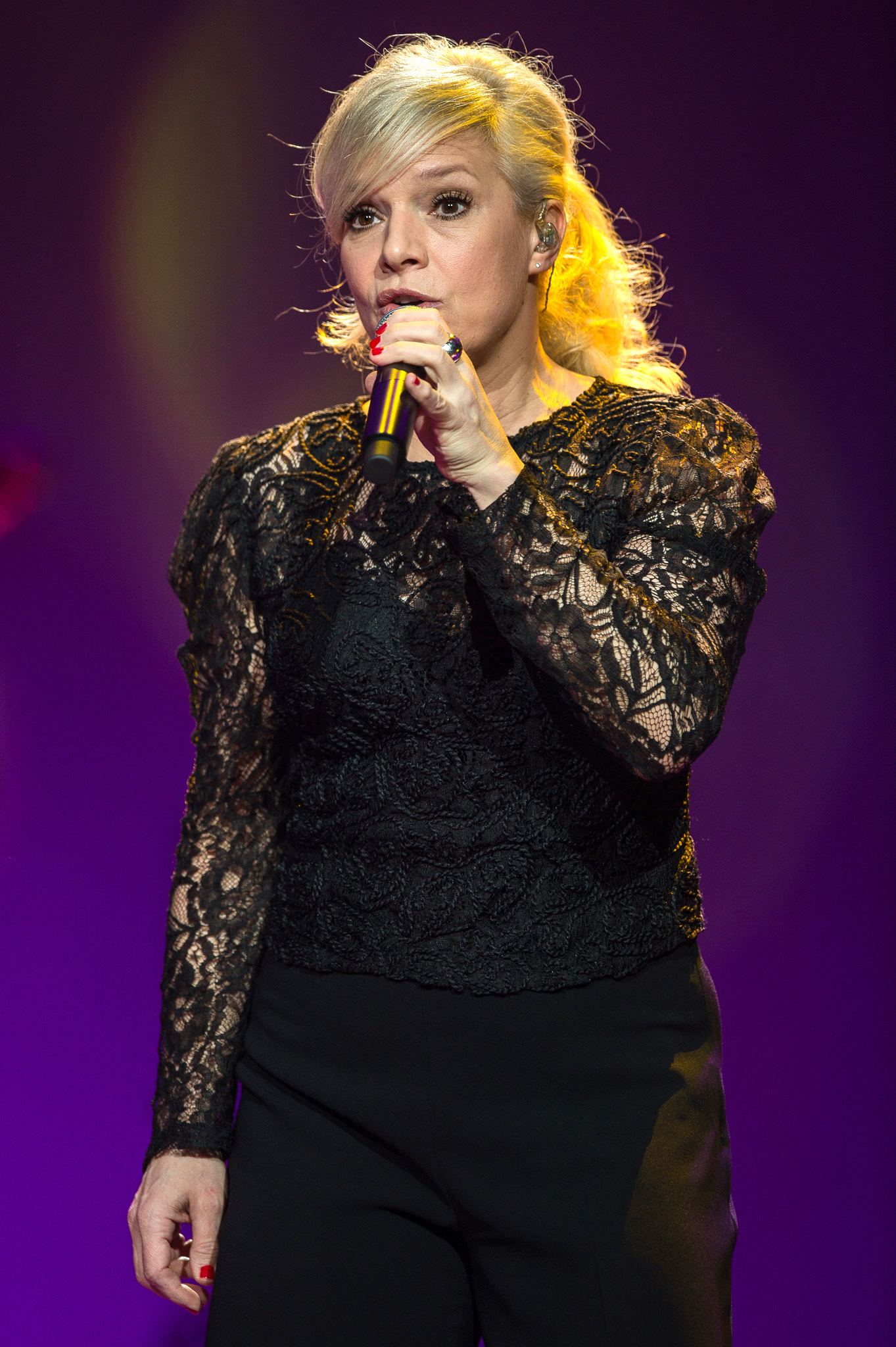
Ina Müller
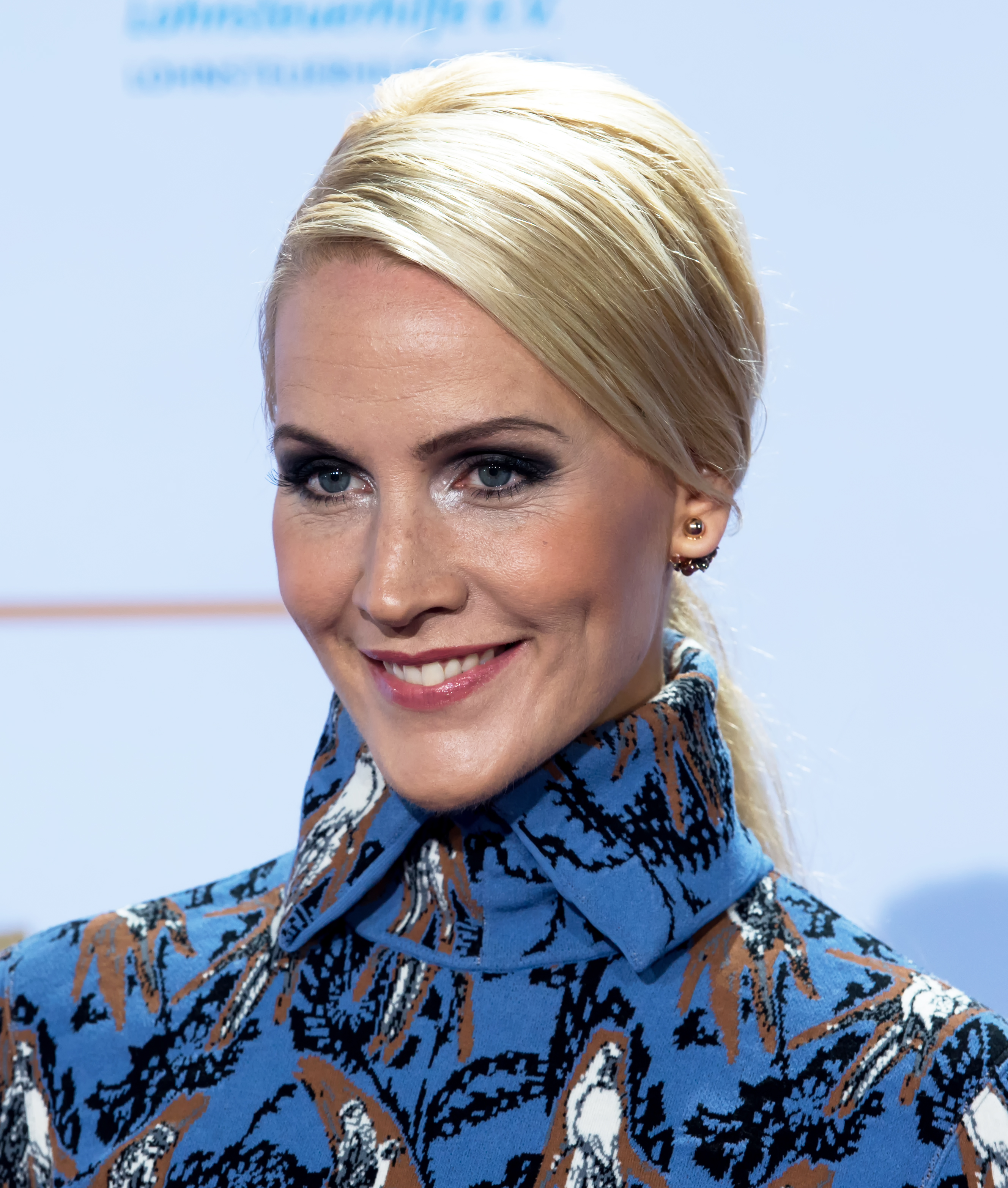
Judith Rakers
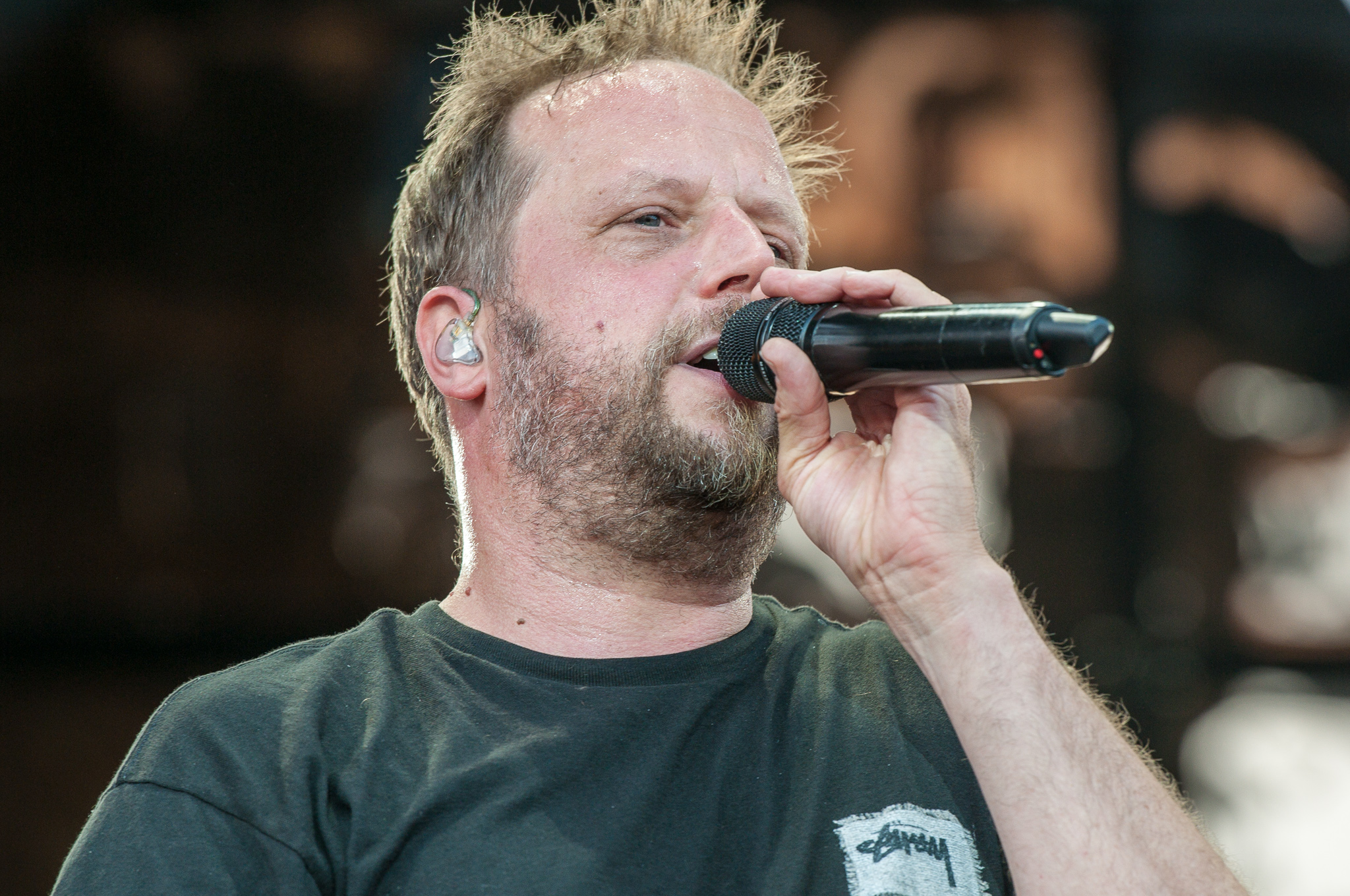
Smudo
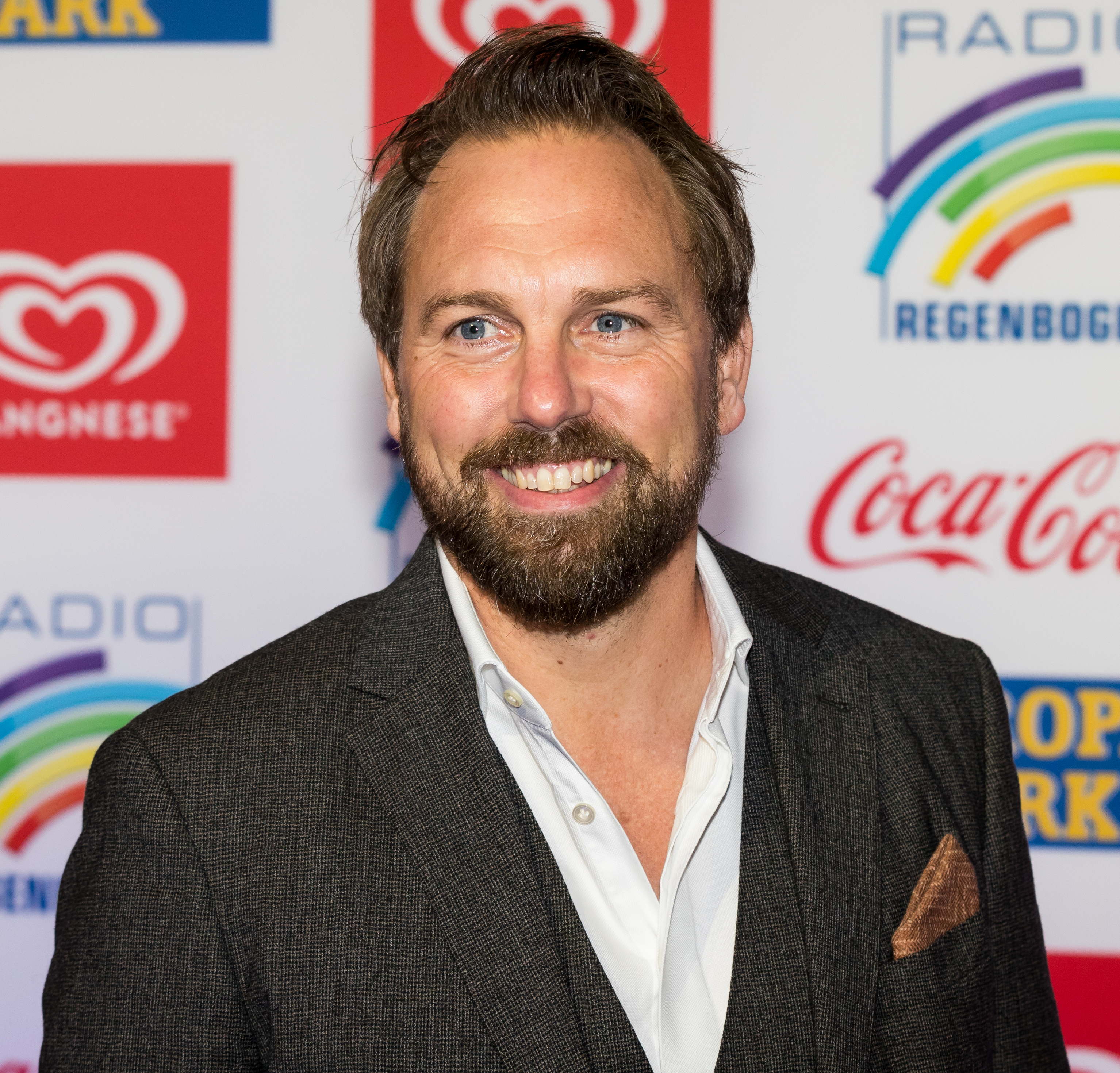
Steven Gätjen
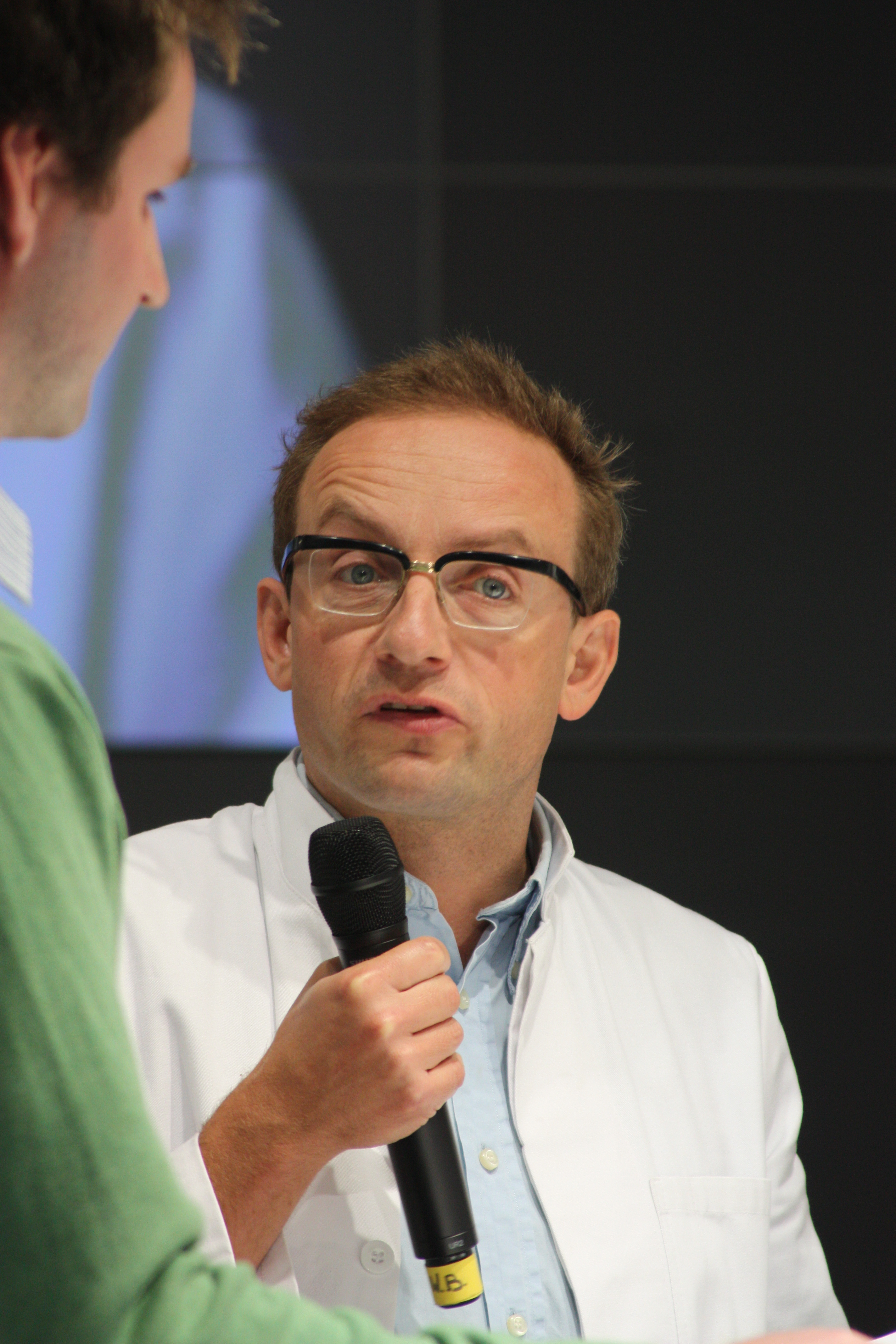
Wigald Boning
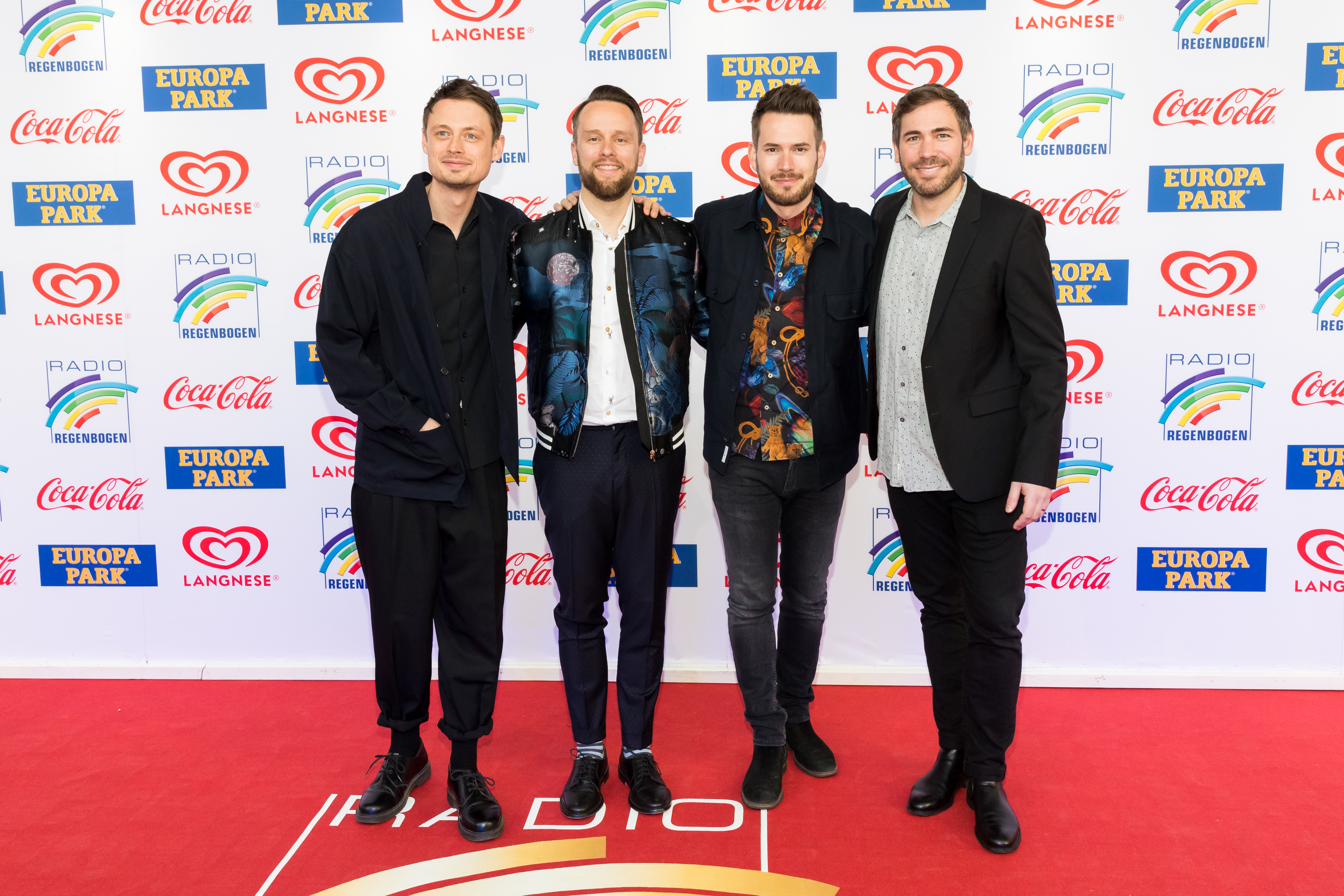
Revolverheld
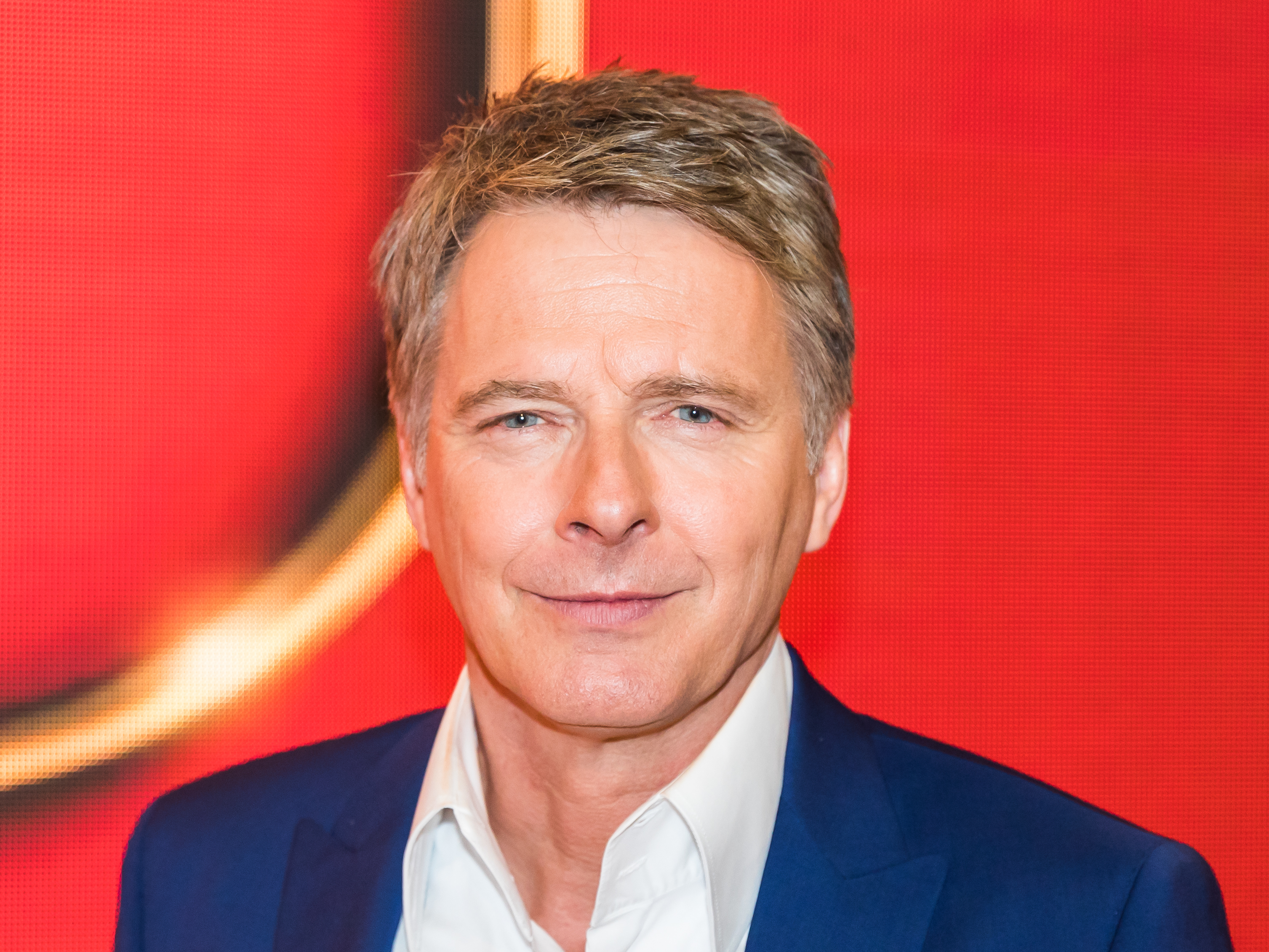
Jörg Pilawa
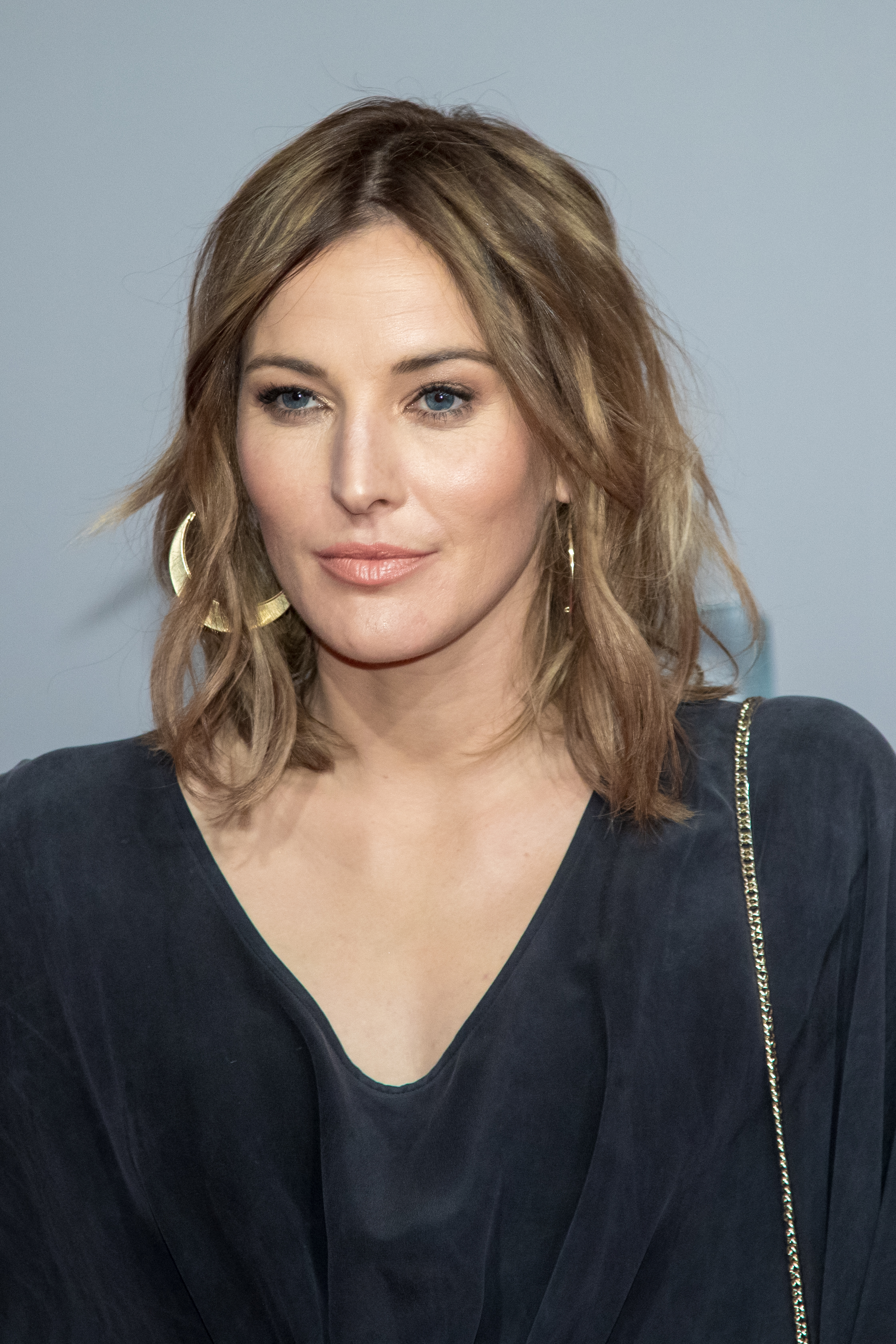
Jeannine Michaelsen
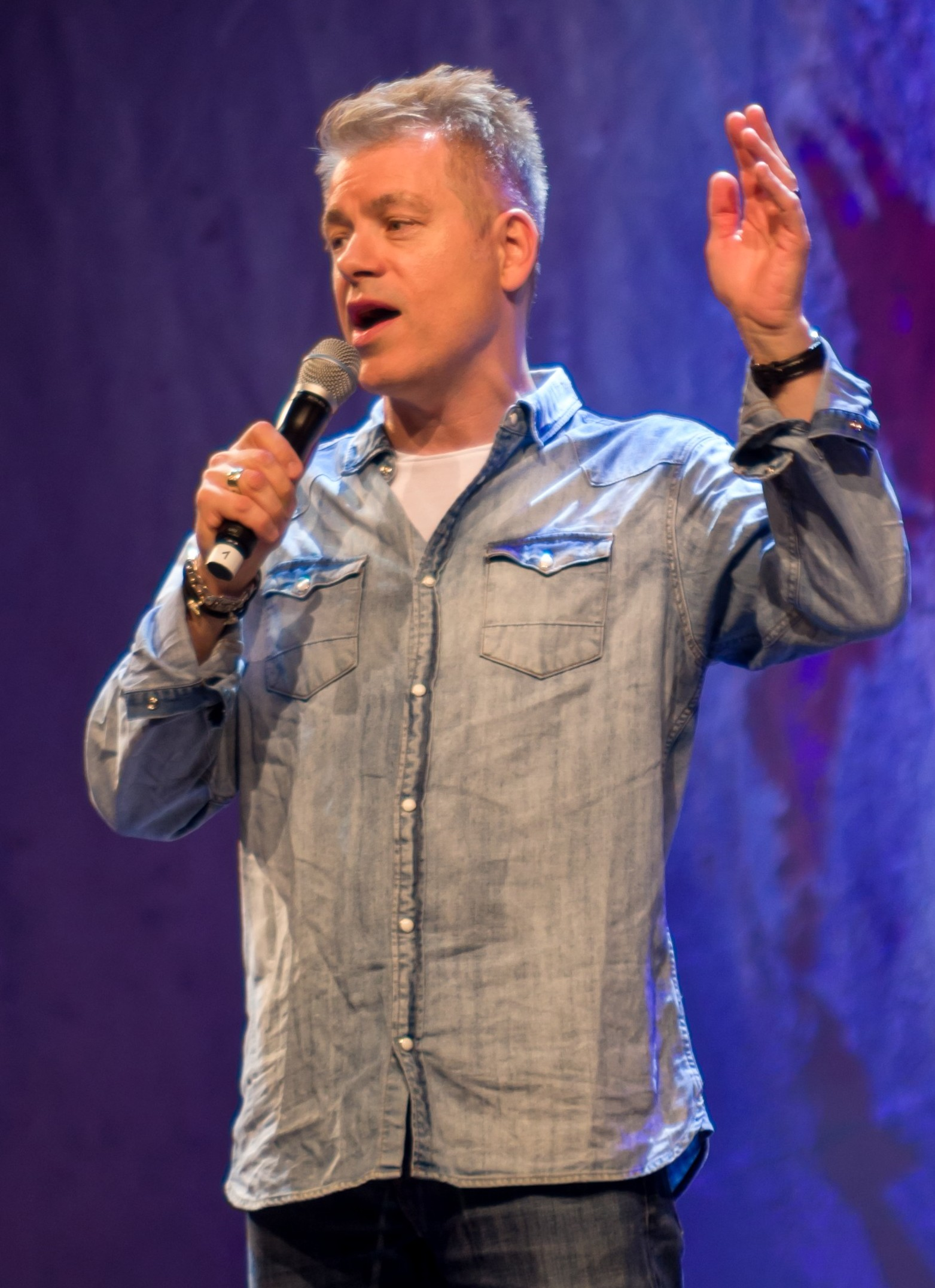
Michael Mittermeier
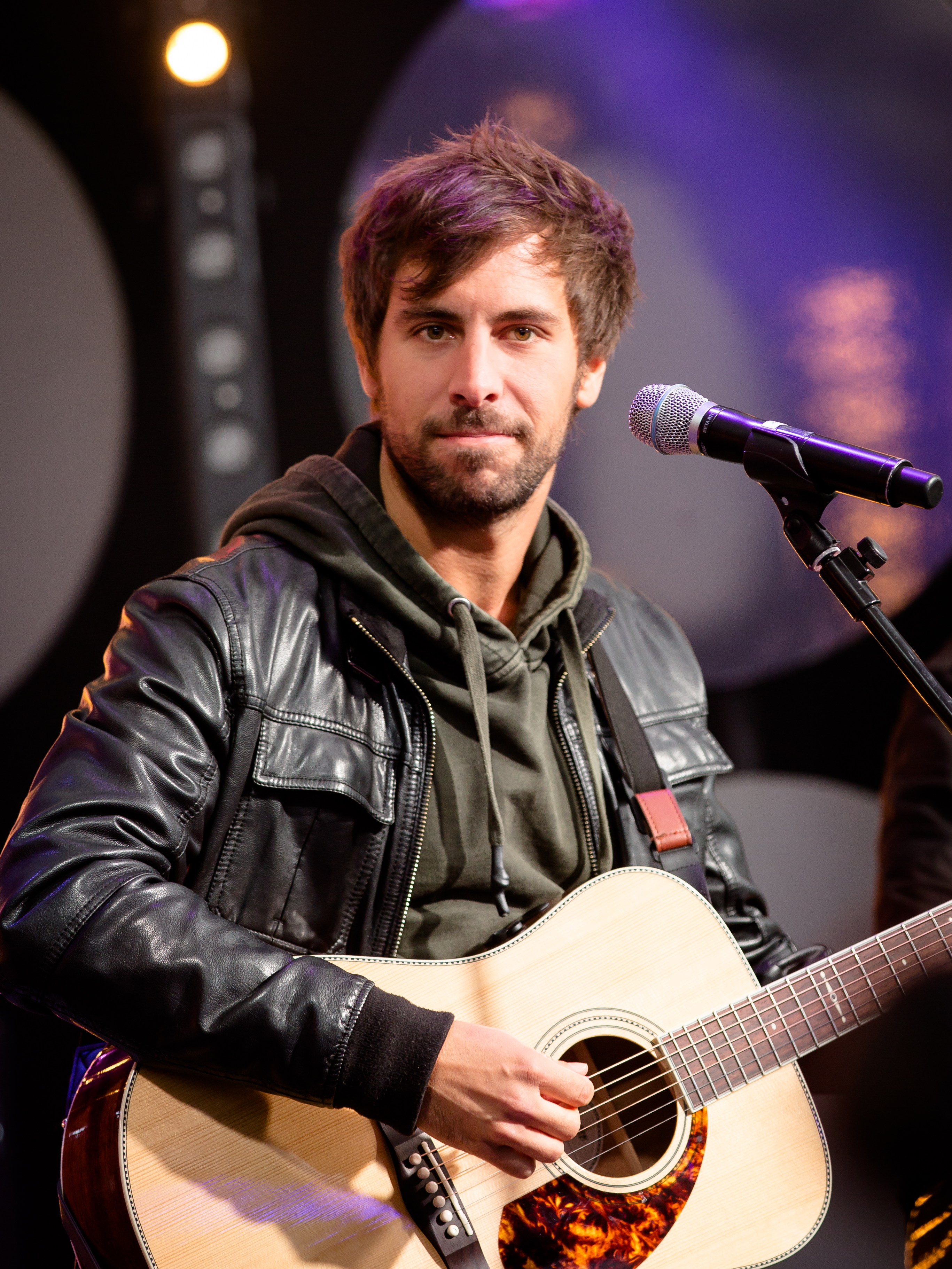
Max Giesinger
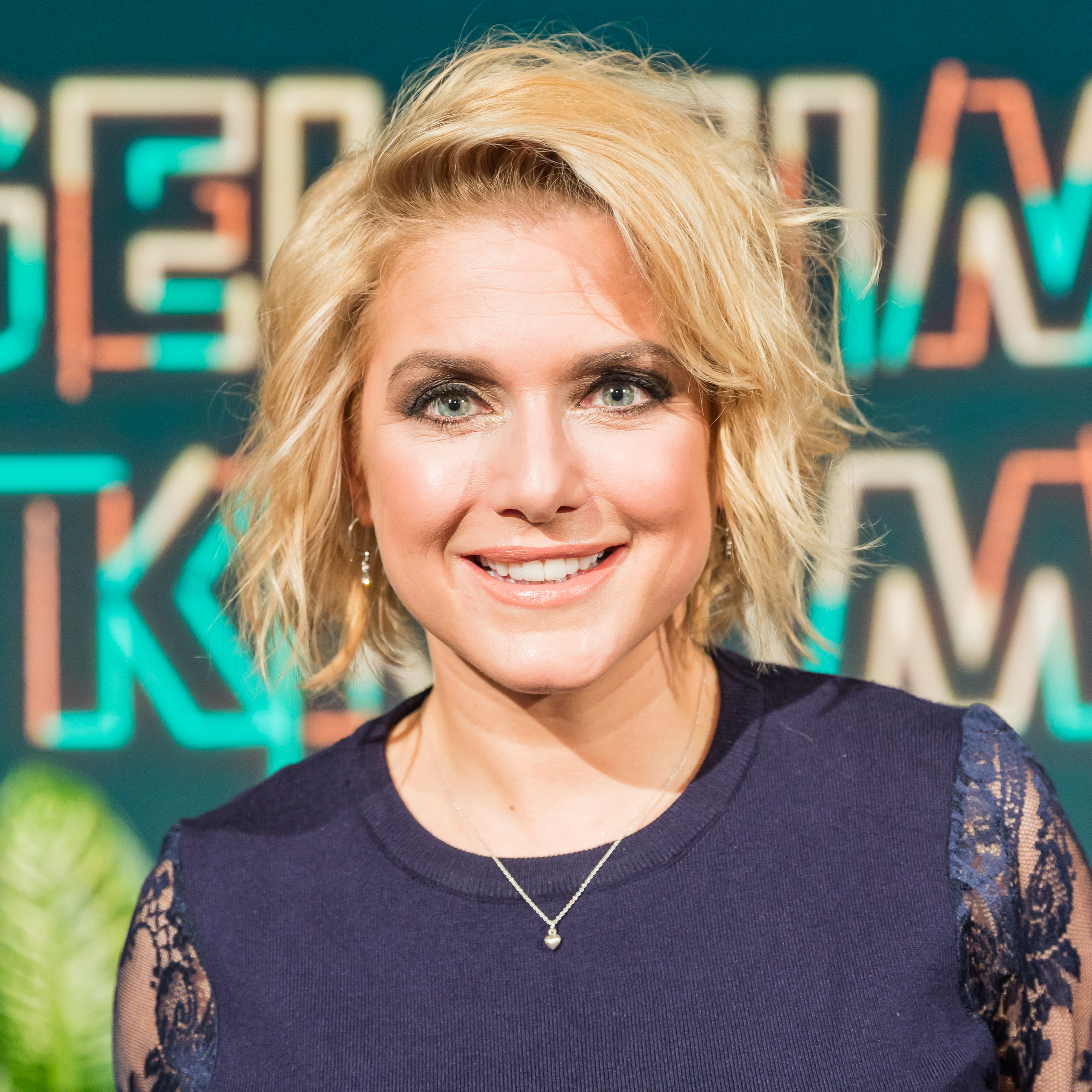
Jeanette Biedermann
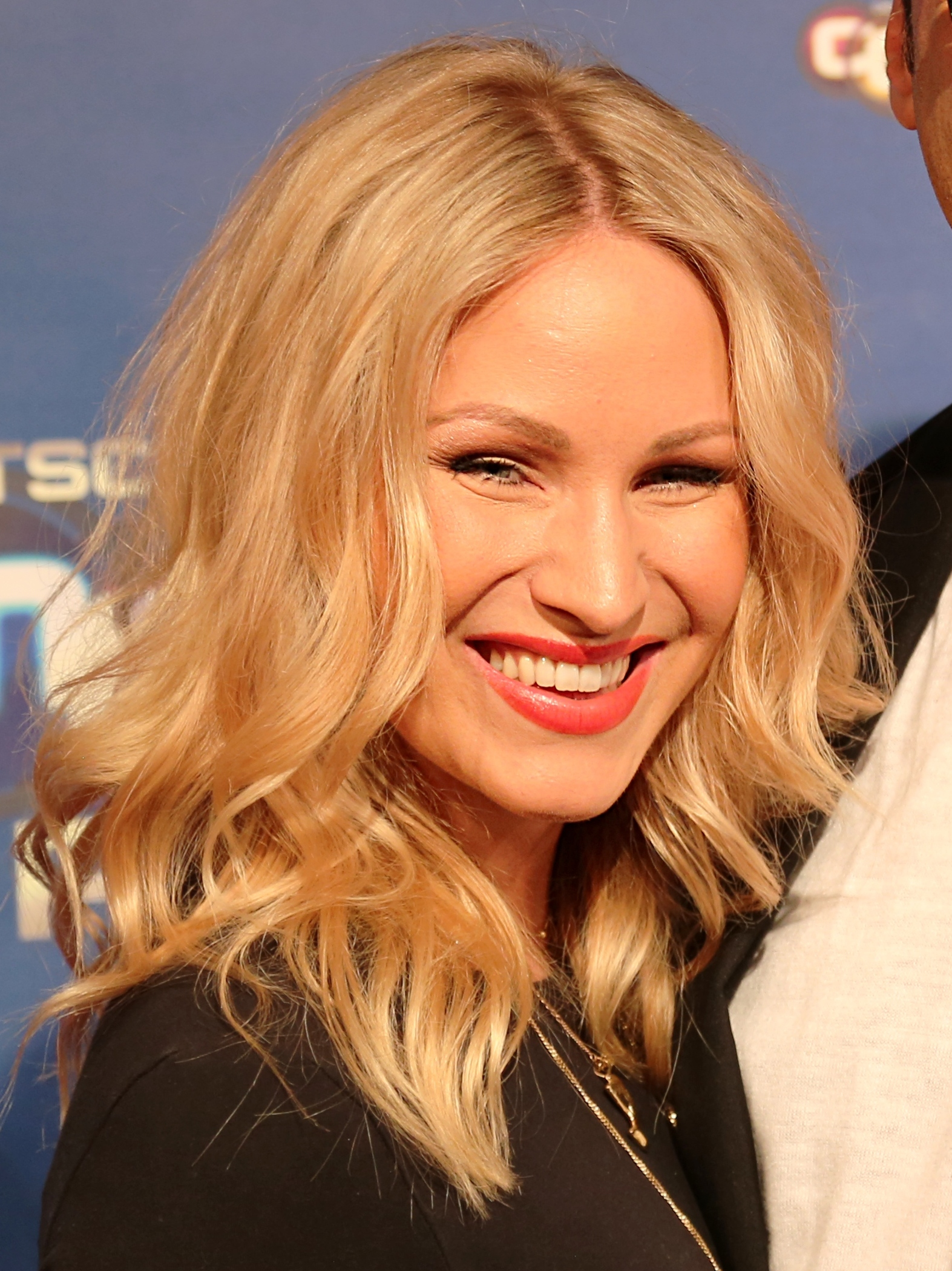
Evelyn Weigert
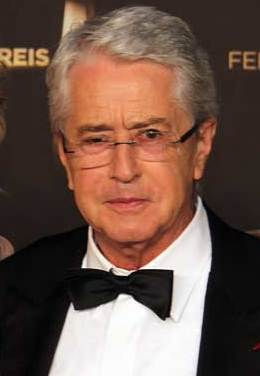
Frank Elstner
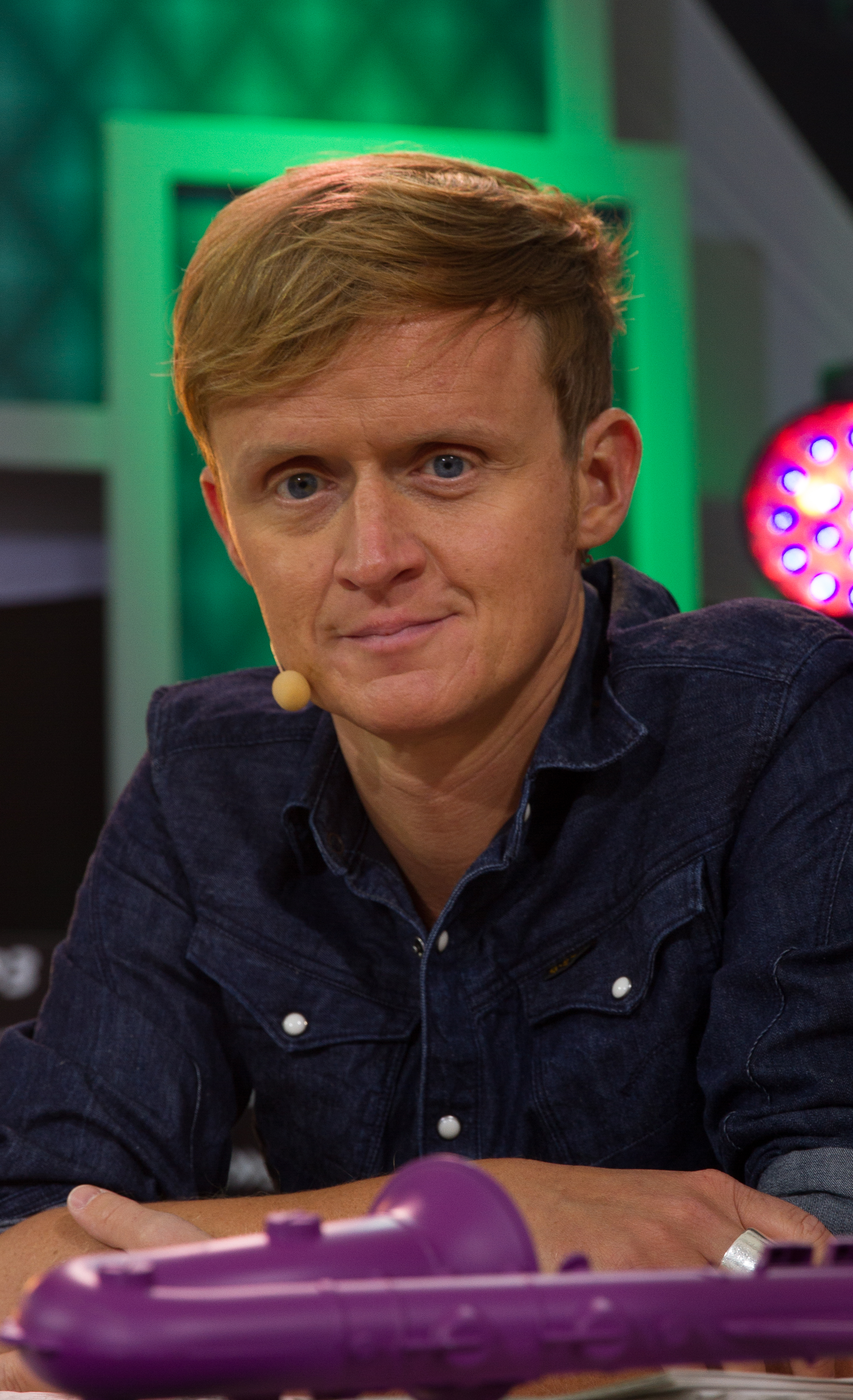
Pierre M. Krause
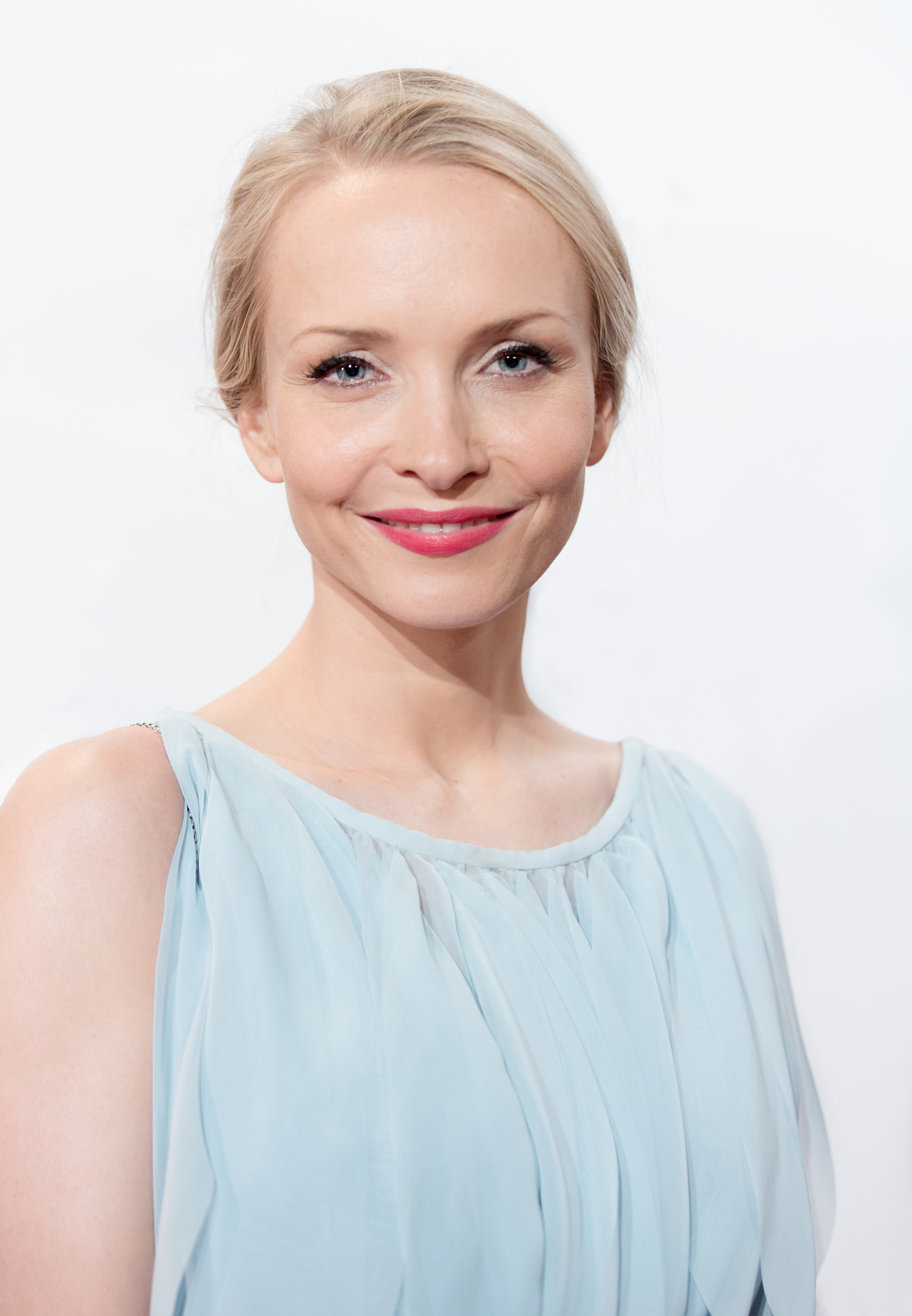
Janin Ullmann
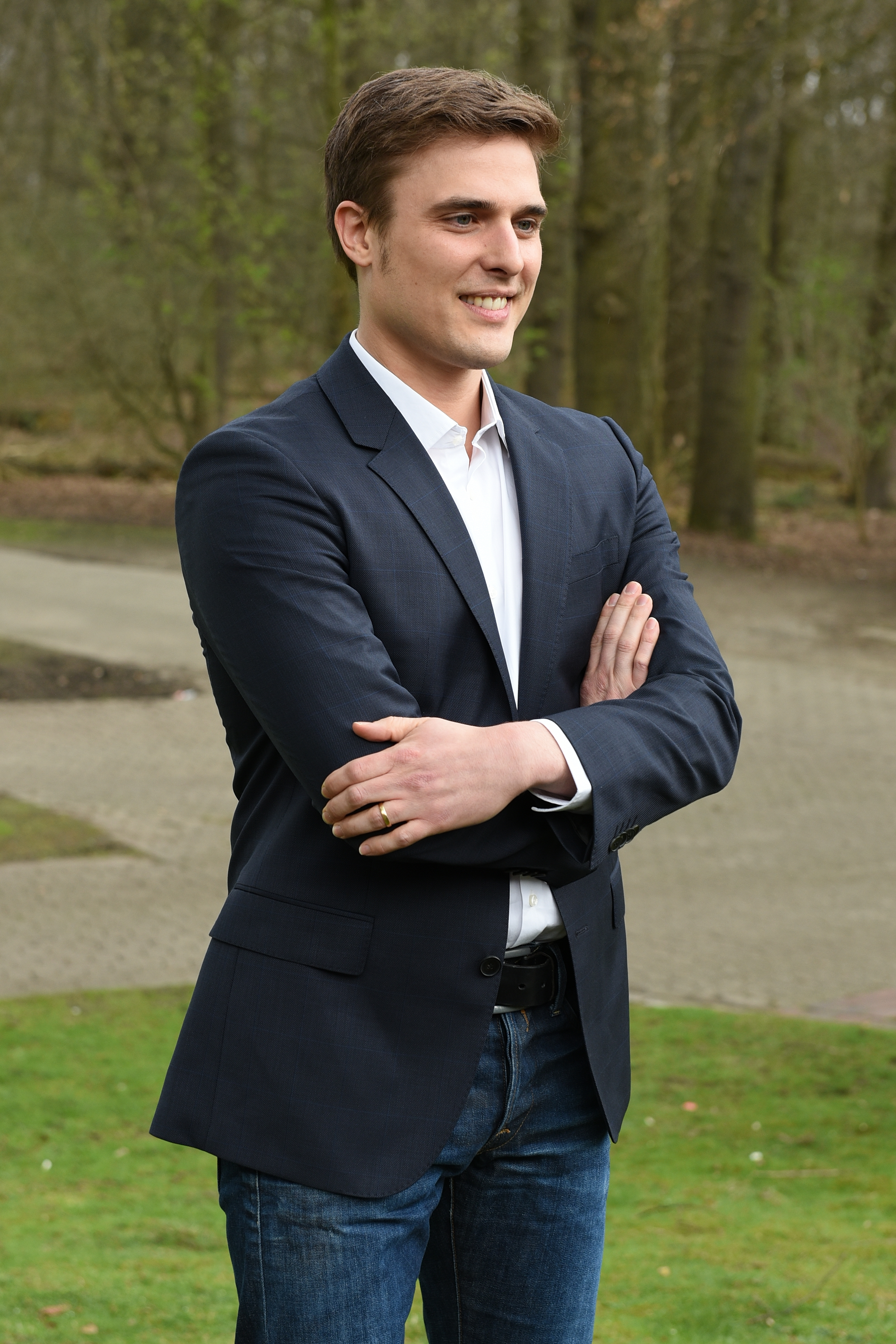
Constantin Schreiber
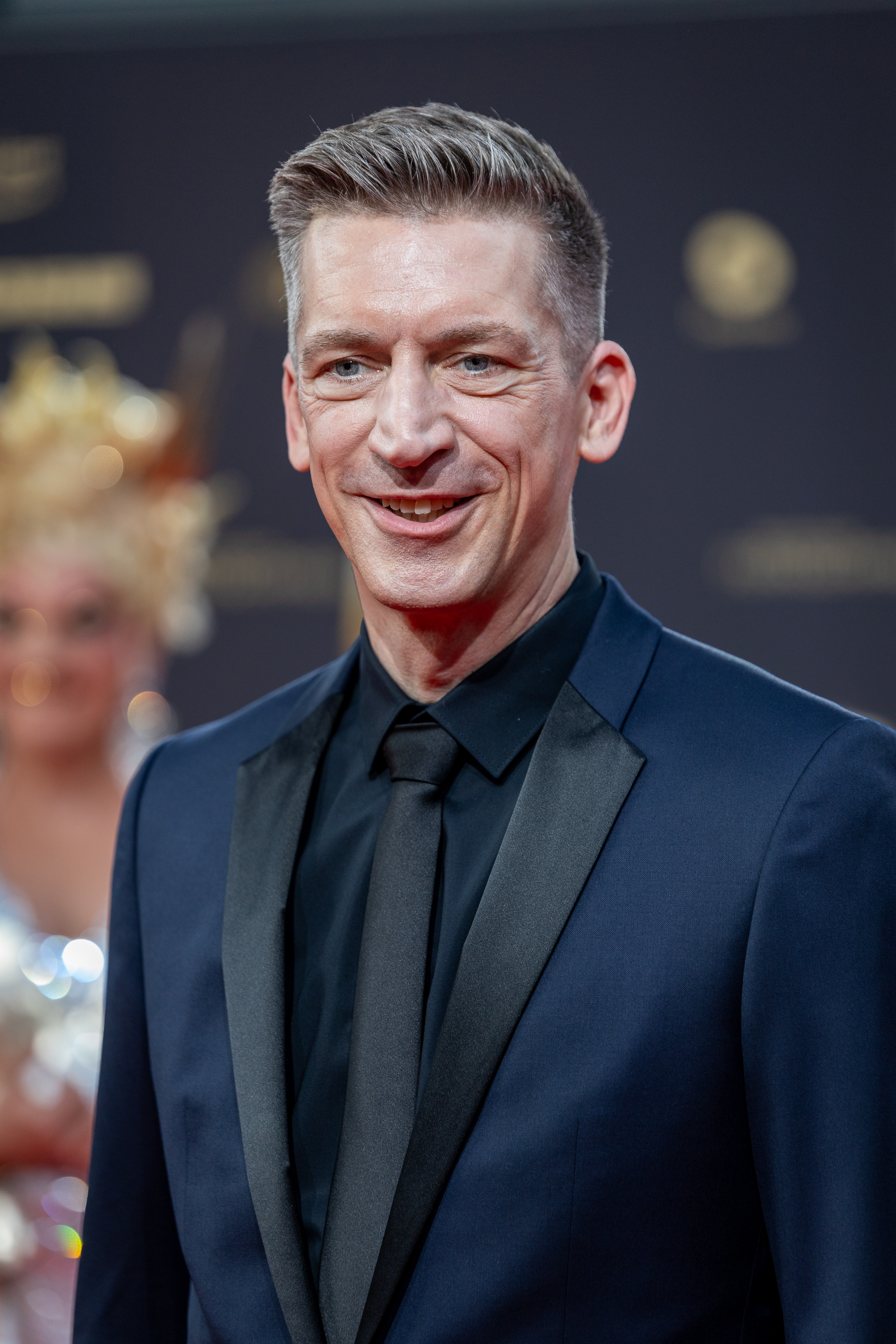
Steffen Hallaschka
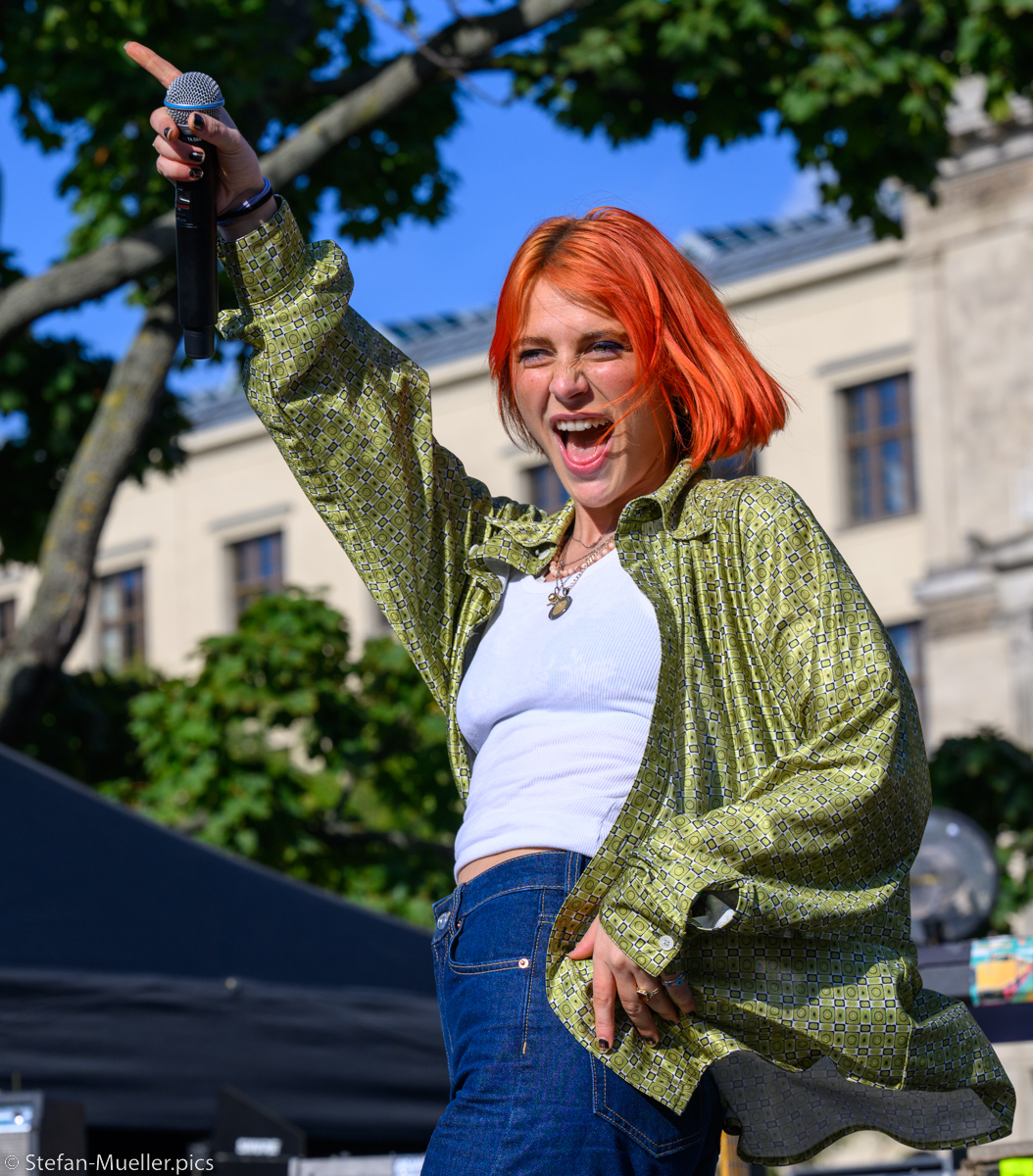
Alli Neumann
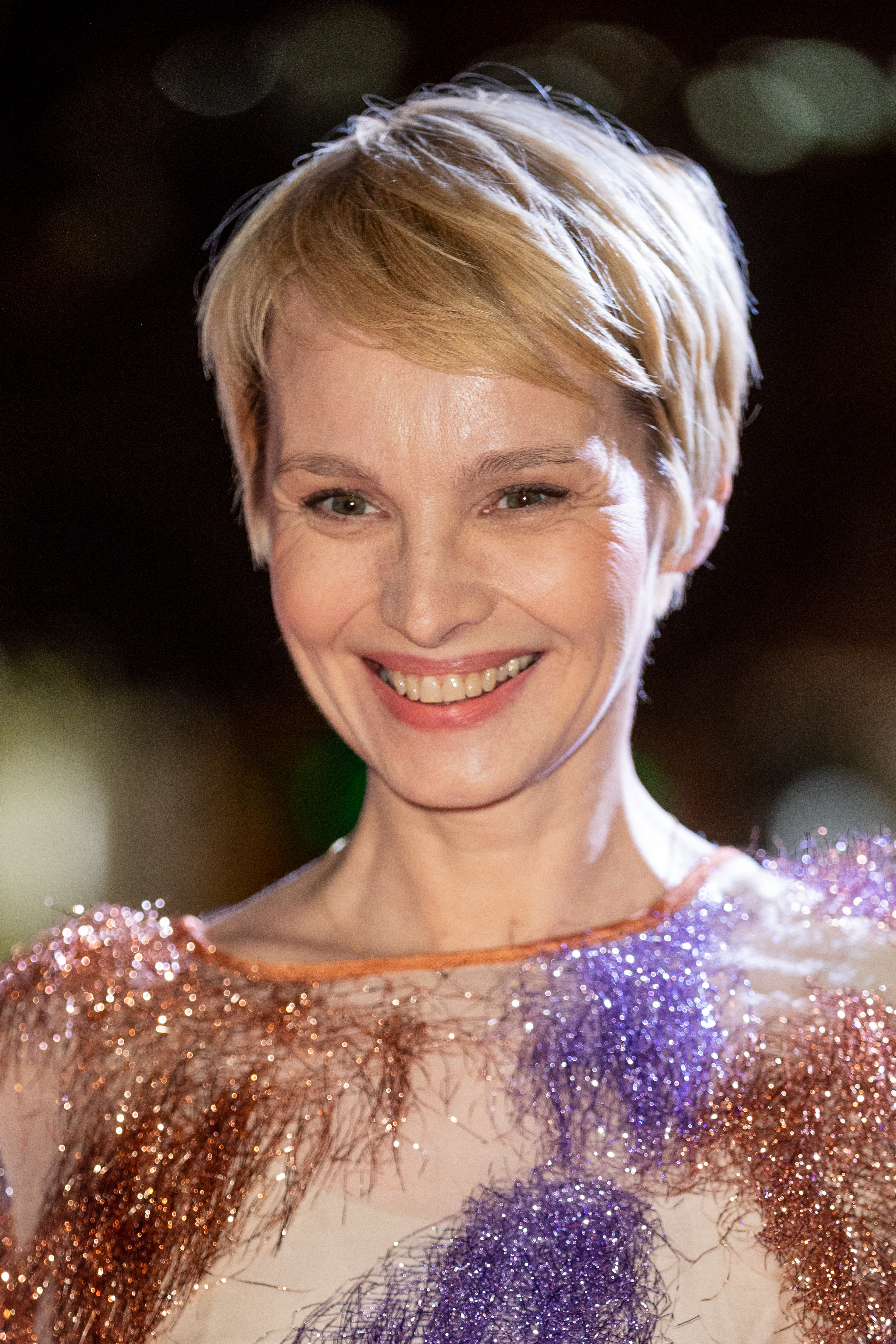
Susann Atwell
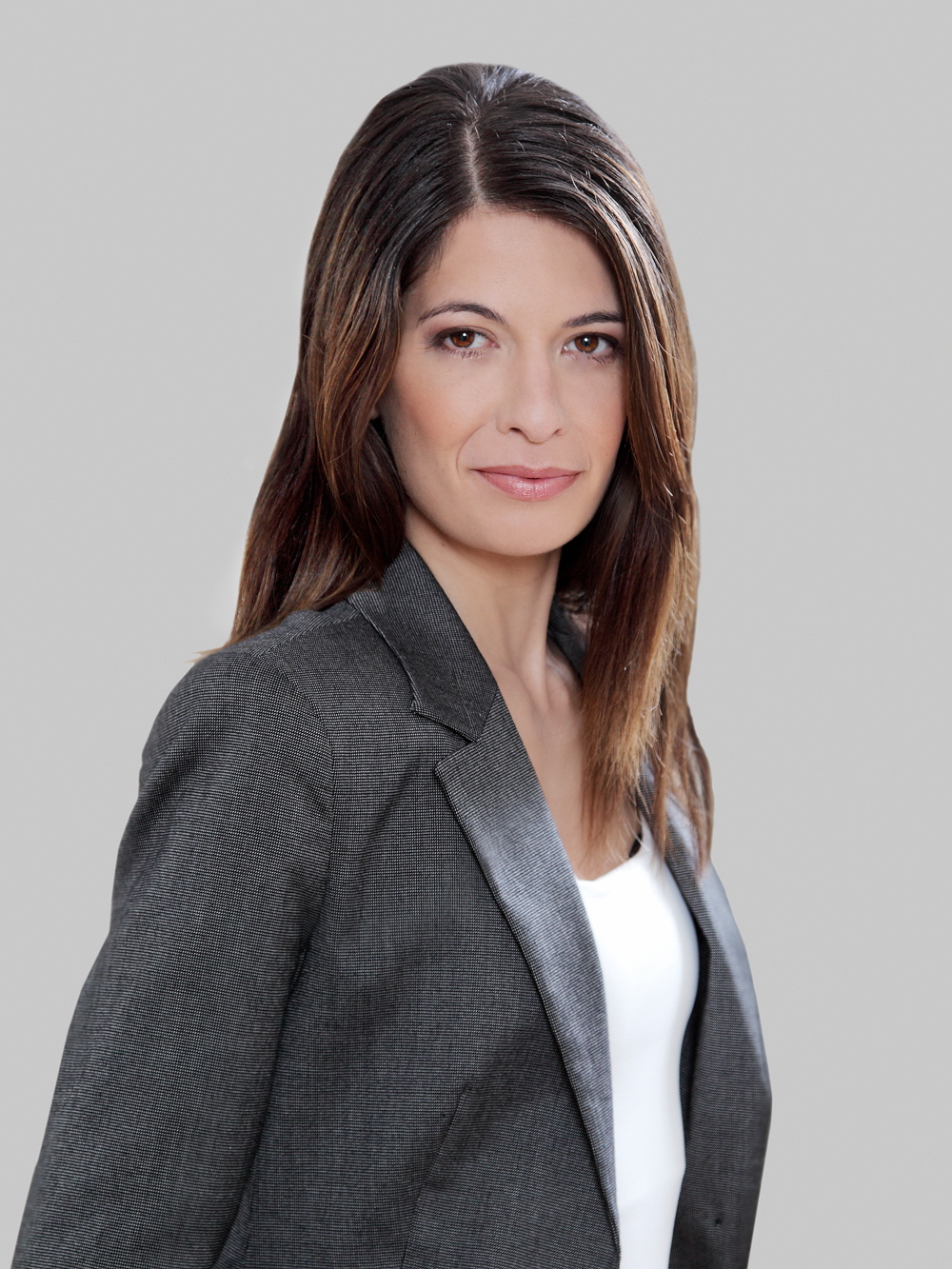
Linda Zervakis
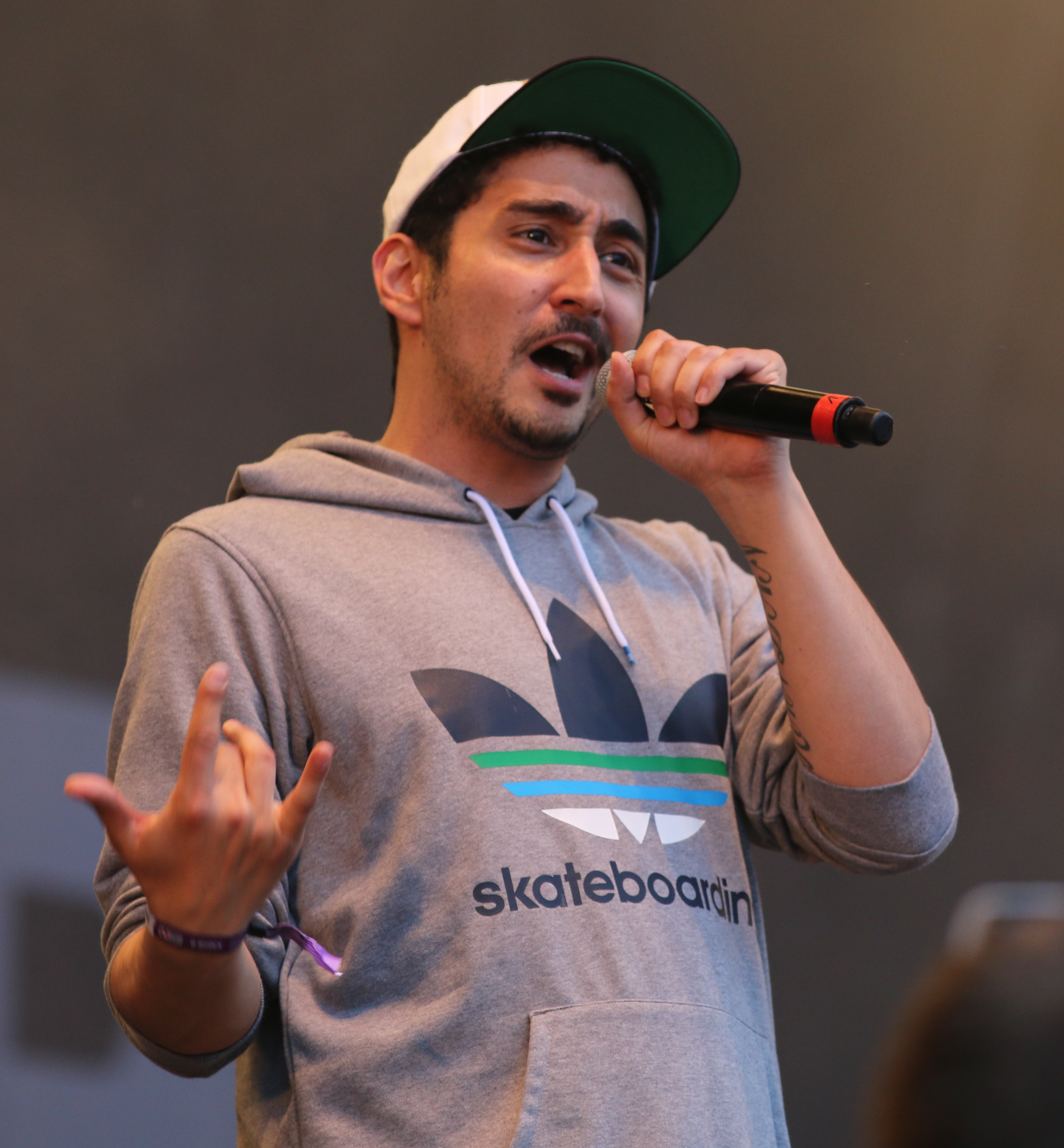
Eko Fresh
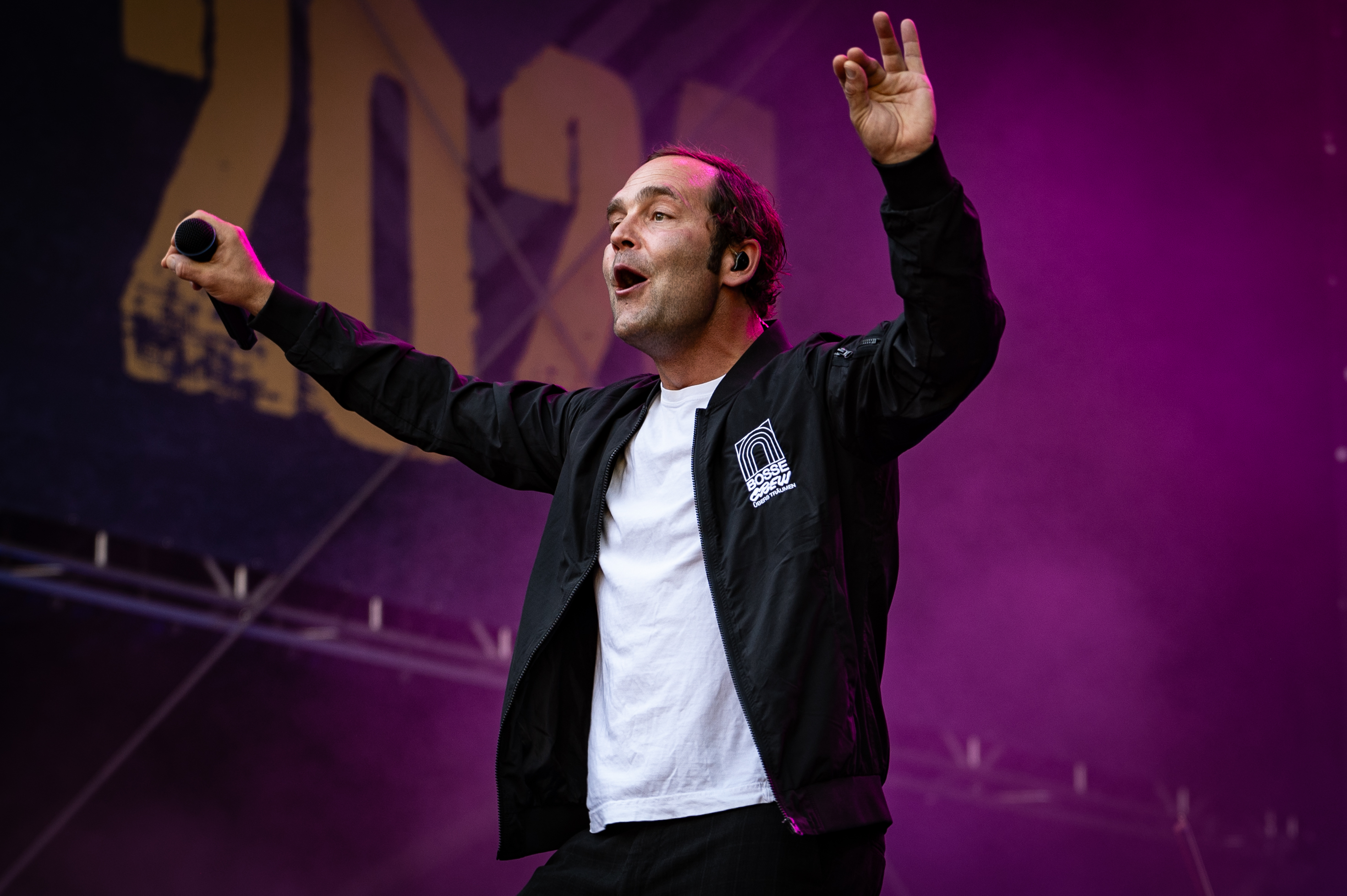
Bosse
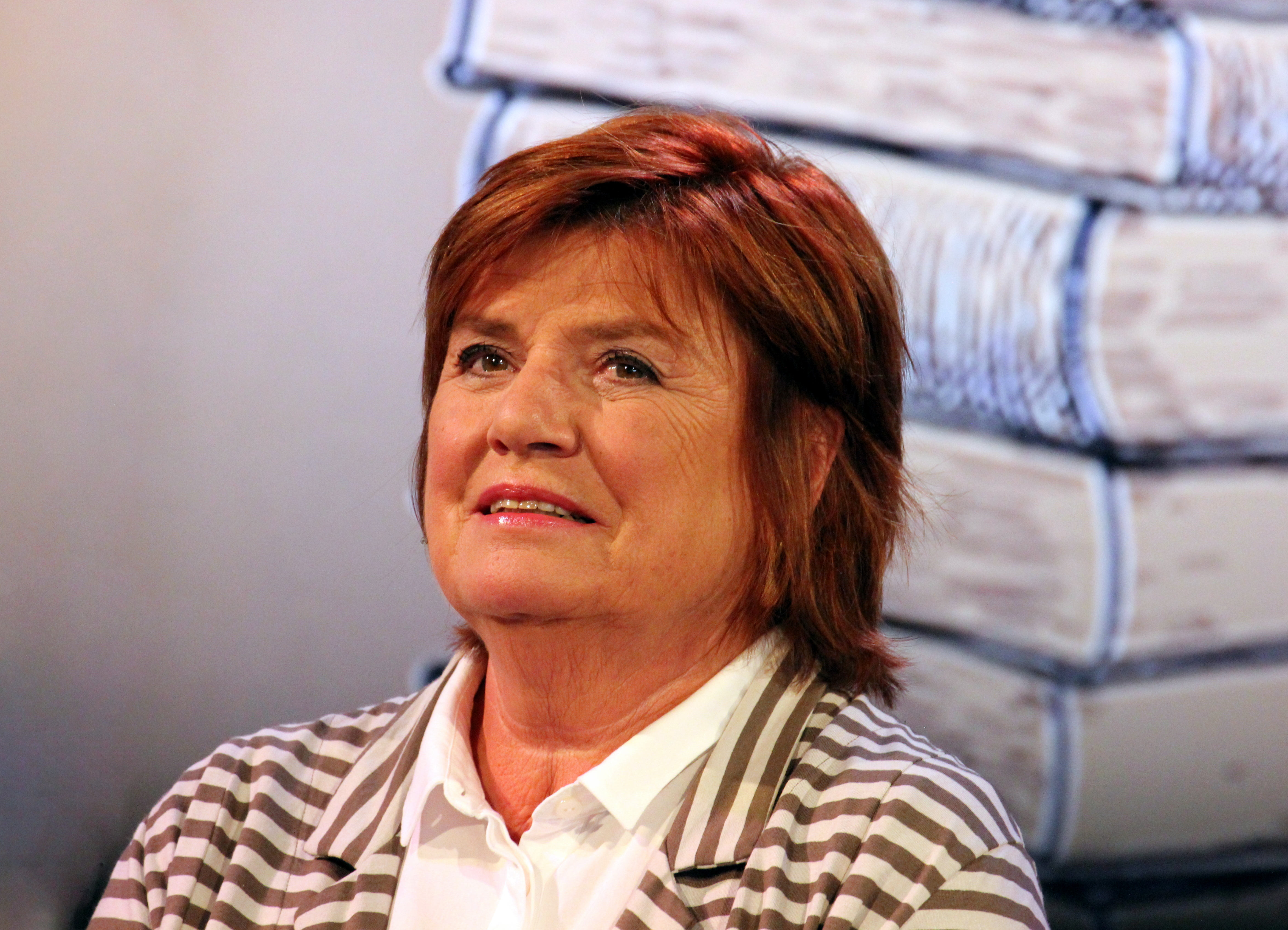
Christine Westermann
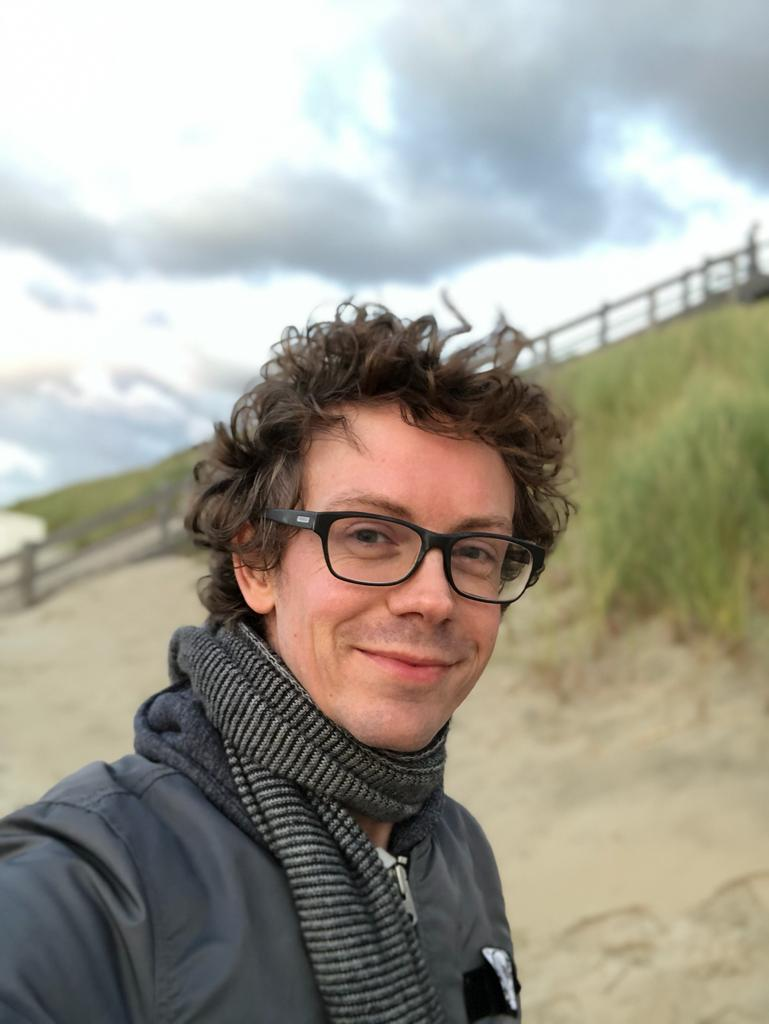
Daniel Härtnagel
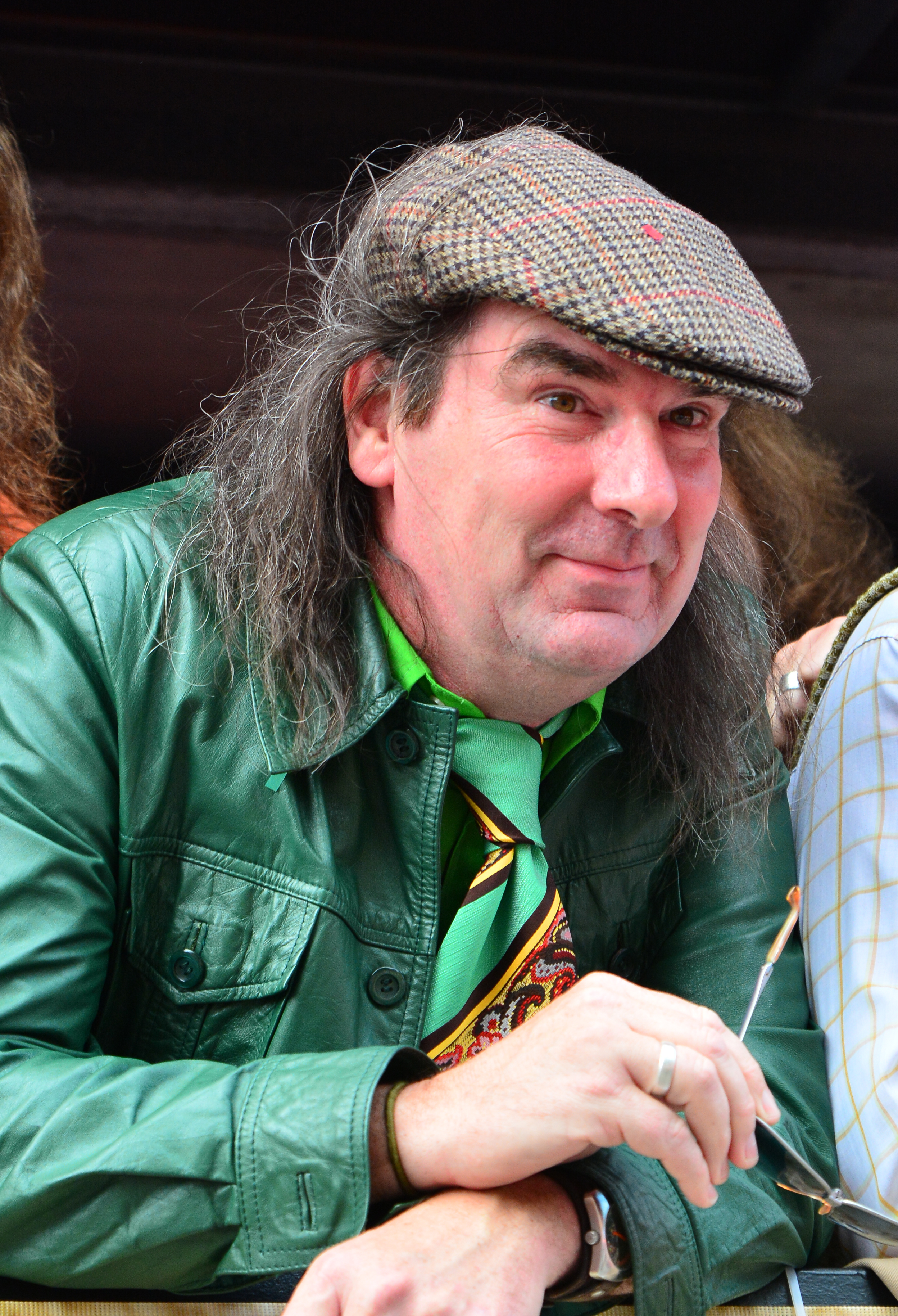
Guildo Horn
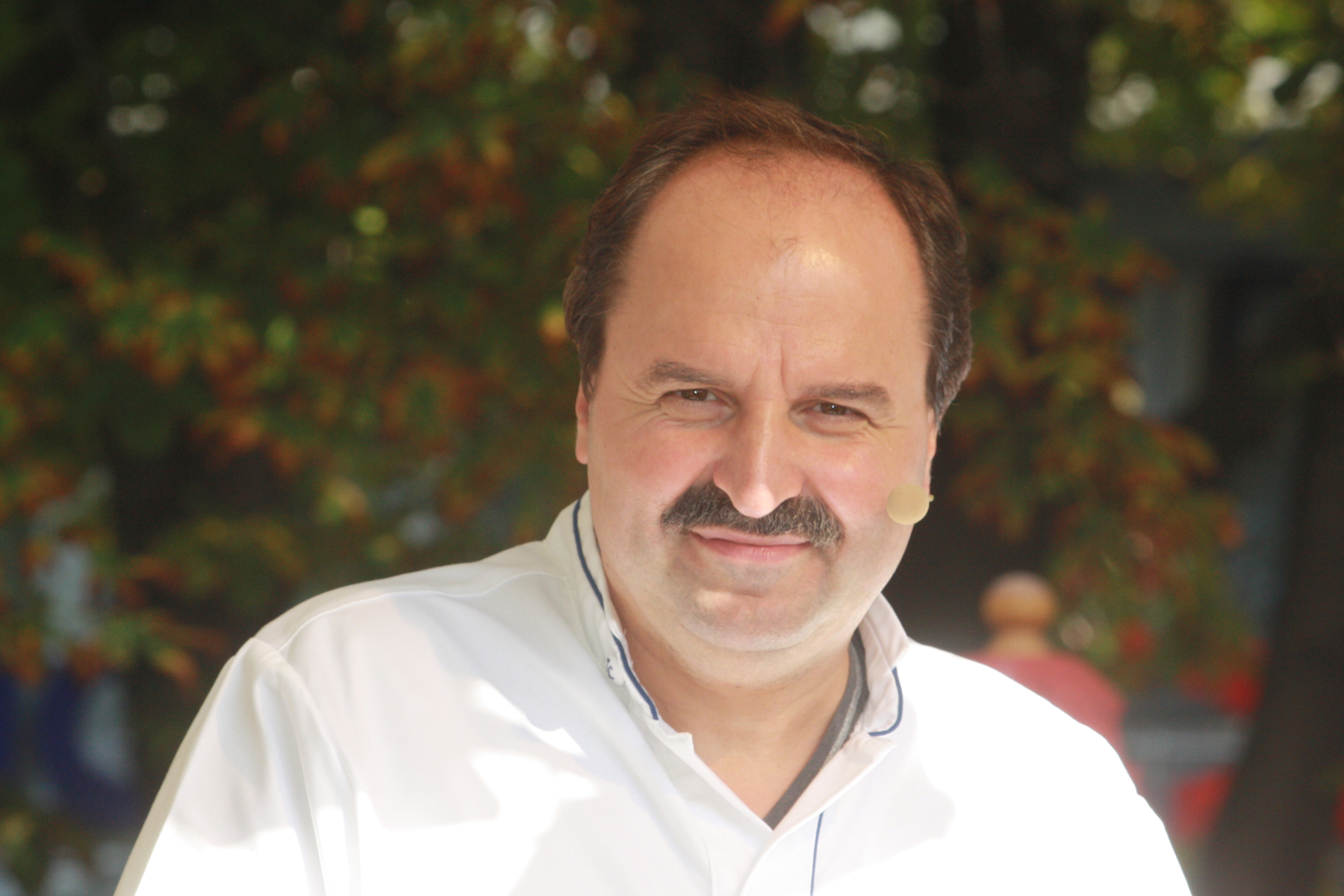
Johann Lafer

## Lieferfahrzeuge
Lieferfahrzeug war in den ersten beiden Folgen ein alter Opel Rekord C Caravan, dann ein Chevrolet Van. Viktoria Fuchs und Max Strohe verwendeten in ihrer ersten Folge einen Land Rover Defender, in ihrer zweiten einen VW ID. Buzz, welche ausnahmslos von Fuchs gefahren wurden, da Strohe nicht in Besitz eines Führerscheins ist. In Mälzers und Hensslers fünfter Folge wechselt das Lieferfahrzeug zu einem VW-Bus, ab der dritten Staffel zu einem Mercedes-Benz Baureihe 447 (V-Klasse). 

## Einschaltquoten
Endgültig gewichtete Quoten nach zeitversetztem sehen werden kursiv in Klammern dargestellt.
| Staffel | Folge | Datum der Erstausstrahlung | Zuschauer Gesamt      | Zuschauer 14 bis 49 Jahre | Quote Gesamt  | Quote 14 bis 49 Jahre | Quellen       |
| ------- | ----- | -------------------------- | --------------------- | ------------------------- | ------------- | --------------------- | ------------- |
| M&H1    | 1     | 19. September 2021         | 1,52 Mio.             | 0,76 Mio.                 | 6,1 %         | 11,1 %                | [ 21 ]        |
| M&H1    | 2     | 24. Oktober 2021           | 1,24 Mio.             | 0,66 Mio.                 | keine Angabe  | 9,3 %                 | [ 22 ]        |
| M&H2    | 3     | 22. Mai 2022               | 1,43 Mio.             | 0,65 Mio.                 | 6,0 %         | 11,0 %                | [ 23 ]        |
| M&H2    | 4     | 4. September 2022          | 1,02 Mio.             | 0,49 Mio.                 | 4,5 %         | 9,0 %                 | [ 24 ]        |
| M&H2    | 5     | 11. September 2022         | 0,87 Mio.             | 0,43 Mio.                 | 3,8 %         | 7,8 %                 | [ 25 ]        |
| F&S     | 6     | 13. November 2022          | 1,24 Mio.             | 0,54 Mio.                 | 5,2 %         | 9,0 %                 | [ 26 ]        |
| M&H3    | 7     | 16. April 2023             | 1,24 Mio.             | 0,60 Mio.                 | 5,0 %         | 10,2 %                | [ 27 ]        |
| M&H3    | 8     | 4. Juni 2023               | 1,00 Mio.             | 0,37 Mio.                 | 4,8 %         | 8,4 %                 | [ 28 ]        |
| M&H3    | 9     | 24. September 2023         | 0,89 Mio.             | 0,35 Mio.                 | 4,2 %         | 7,1 %                 | [ 29 ]        |
| M&H3    | 10    | 19. November 2023          | 0,98 Mio.             | 0,29 Mio.                 | 4,2 %         | 5,4 %                 | [ 30 ]        |
| M&H3    | 11    | 7. Januar 2024             | 0,92 Mio. (1,05 Mio.) | 0,40 Mio. (0,49 Mio.)     | 3,9 % (4,3 %) | 7,4 % (8,7 %)         | [ 31 ] [ 32 ] |
| F&S     | 12    | 14. Januar 2024            | 0,83 Mio.             | 0,32 Mio.                 | 3,5 %         | 5,2 %                 | [ 33 ]        |
| LA1     | 13    | 4. November 2024           | 0,53 Mio.             | keine Angabe              | keine Angabe  | 5,3 %                 | [ 34 ] [ 35 ] |
| LA1     | 14    | 11. November 2024          | 0,49 Mio.             | 0,22 Mio.                 | keine Angabe  | 5,0 %                 | [ 36 ]        |
| LA1     | 15    | 18. November 2024          | 0,82 Mio.             | 0,28 Mio.                 | 3,7 %         | 6,1 %                 | [ 37 ]        |
| LA1     | 16    | 12. Januar 2025            | 0,92 Mio.             | 0,32 Mio.                 | 3,7 %         | 6,8 %                 | [ 38 ]        |
| LA1     | 17    | 19. Januar 2025            | 1,02 Mio.             | 0,39 Mio.                 | 4,5 %         | 8,4 %                 | [ 39 ]        |

## Internationale Adaptionen
Ähnlich wie auch Mälzers Format Kitchen Impossible, wurde auch dieses Format nach Frankreich verkauft. Der Sender M6 soll das Format unter dem Titel „Chefs à domicile“ adaptieren.